# Riga
Riga (lettül: Rīga, kiejtés: Ríga) Lettország fővárosa. A Baltikum legnagyobb városa, fontos kulturális, oktatási, politikai, pénzügyi, kereskedelmi és gazdasági központja a régiónak.
Riga történelmi belvárosa, Vecrīga 1997-től a UNESCO világörökség listáján található. Különösen jelentősek a 19–20. század fordulóján épült szecessziós (Art Nouveau, Jugendstil) épületegyüttesek. Ezek Béccsel, Prágával vagy Budapesttel is állják az összehasonlítást.
A város az észak-svédországi Umeåval együtt elnyerte a 2014-es Európa kulturális fővárosa címet.

## Fekvése
A Balti-tenger partján, a Daugava folyó torkolatánál terül el.

### Éghajlata
| Hónap                                     | Jan. | Feb. | Már. | Ápr. | Máj. | Jún. | Júl. | Aug. | Szep. | Okt. | Nov. | Dec. | Év   |
| ----------------------------------------- | ---- | ---- | ---- | ---- | ---- | ---- | ---- | ---- | ----- | ---- | ---- | ---- | ---- |
| Átlagos max. hőmérséklet (°C)             | −2,3 | −1,7 | 2,7  | 9,8  | 16,2 | 20,1 | 21,7 | 21,0 | 16,3  | 10,4 | 3,9  | 0,3  | 9,9  |
| Átlagos min. hőmérséklet (°C)             | −7,8 | −7,6 | −4,7 | 1,0  | 5,9  | 10,0 | 12,3 | 11,8 | 8,0   | 4,0  | −0,5 | −4,4 | 2,4  |
| Átl. csapadékmennyiség (mm)               | 34   | 27   | 28   | 41   | 44   | 63   | 85   | 73   | 75    | 60   | 57   | 46   | 633  |
| Havi napsütéses órák száma                | 45   | 59   | 131  | 234  | 271  | 288  | 306  | 243  | 177   | 97   | 32   | 23   | 1906 |
| Forrás: World Weather Information Service |      |      |      |      |      |      |      |      |       |      |      |      |      |

## Lakossága
A 2007-es adatok szerint a város lakosságának 42,3%-a lett, 42,1%-a orosz, 4,4%-a fehérorosz, 3,9%-a ukrán, 2%-a lengyel, a fennmaradó 4,3%-a pedig egyéb nemzetiségű. Rigában egy km²-re 2382 lakos jut.
| Lakosok száma | 61 000 | 281 884 | 701 977 | 641 423 | 637 971 | 632 614 | 627 487 | 605 802 | 660 187 | 605 273 |
|               | 1850   | 1897    | 2014    | 2017    | 2018    | 2019    | 2020    | 2022    | 2023    | 2024    |

## Története

### Riga megalapításáig

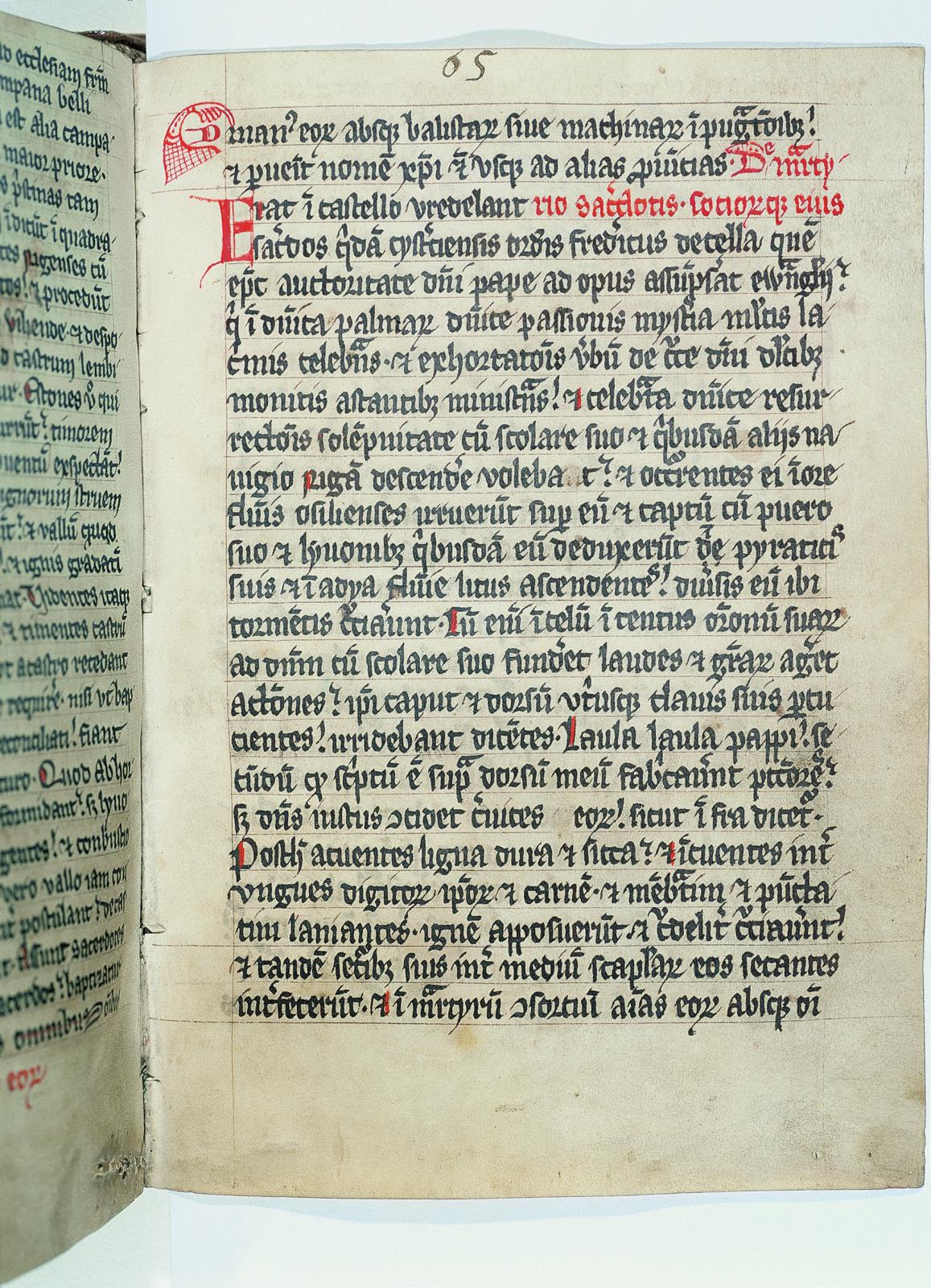
Lett Henrik krónikájának egy oldala

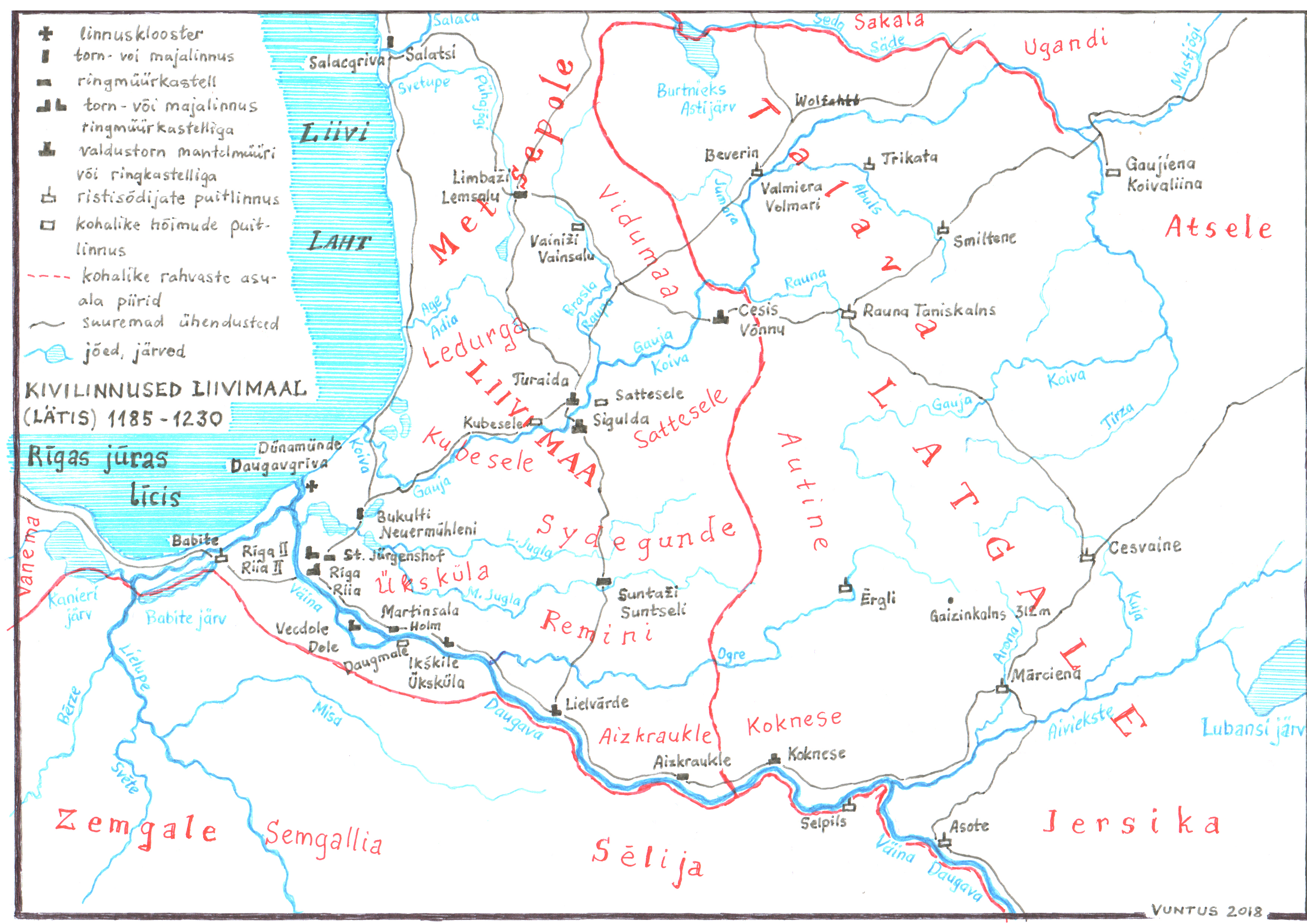
Riga és környéke 1185–1230 között. A térkép mindenképp a Riga alapítása utáni éveket mutatja, mert Riga is szerepel rajta. A Daugava torkolatánál található a Riga történetéhez kötődő Daugavgriva, Rigától felfelé haladva a folyón megtalálgató Holm és Ikšķile, kicsivel lejjebb Koknese.

A Daugava folyó (más néven Dvina, óskandináv nyelven Dúna) az ókor óta fontos kereskedelmi útvonal. A varégok a Daugava–Dnyeper hajózási útvonalon jutottak el Bizánc városába.
Régészeti feltárások alapján megalapították, hogy ott, ahol a Riga folyó a Daugavába torkollott – a Daugava torkolata előtt tizenöt kilométerrel, a mai Riga helyén –, már a 2. században emberi település volt. A település lakói két lív törzsből származtak, a lív nyelv a finnugor nyelvek balti-finn ágának déli csoportjához tartozik. A régészeti ásatások csont- és borostyánmesterség, állattenyésztés és halászat nyomait mutatták ki. Az 5. és 6. században az írott forrásokban Duna Urbs-nak nevezett hely a Bizáncba vezető viking kereskedelmi útvonal részévé vált.
A Henrik Livónia krónikája szerint Riga előtelepülése a XII. században már régóta kereskedelmi központ volt, portus antiquus-ként (ókori kikötő) emlegették. A leírás szerint a településen raktározásra használt épületek és raktárak találhatók, ahol főleg lent és irhákat tároltak. A kereskedők meghatározó csoportja Brémához volt köthető. Az ő elbeszélésük nyomán indult a holsteini segebergi Ágoston-rendi kanonok, Meinhard a Daugava mentén élő pogányok megtérítésére 1181-ben. A helyi törzsek a számukra előnyös ajándékokért – Ikšķilében (akkori nevén: Uexküll) és Holm szigetén kővár, templom építése – megkeresztelkednek, majd a térítők távozása után felmondják az egyezséget és visszatérnek saját isteneikhez. Meinhard 1186-ban visszatért Brémába, ahol beszámolt sikertelenségéről II. Hartwig brémai érseknek. Hartwig meglátta a terjeszkedés lehetőségét Meinhard küldetésében, ezért Meinhardot Uexküll (Üxküll, Uxhall, Ikšķile) püspökévé avatja és visszaküldi a Daugava torkolatához. Meinhard 1196-ban bekövetkezett haláláig nem ér el átütő eredményt. (Meinhardot II. János Pál pápa 1993-as lettországi látogatása alkalmával szentté avatta).
III. Celesztin pápa 1195-ben keresztes hadjáratot hirdetett a balti pogányok ellen, amelyet III. Ince pápa megerősített 1198-ban. A pápák kinyilvánították, hogy a balti pogányok elleni harc ugyanolyan rangú, mint a szentföldi keresztes hadjáratban való részvétel. A kinyilatkozások nagyban megkönnyítették a balti területek meghódítására induló seregek toborzását. A lakosság vallásos megtérése volt a balti-tengeri keresztes hadjáratok elsődleges célja. A katonai hódítást a túlélők megkeresztelkedése követte.  A latin és az orosz ortodox misszionáriusok közötti versengés a balti népek vallási hűségéért tovább bonyolította a helyzetet. Az ortodox misszionáriusok nem tanúsítottak figyelemre méltó buzgalmat az orosz fennhatóság alatt álló balti lakosság keresztény hitre térítésében. Ezzel szemben a németek ragaszkodtak ahhoz, hogy a balti térségben meghódított összes népet megkereszteljék. A német gyarmatok terjeszkedésével szemben az orosz befolyás a balti térségben folyamatosan csökkent.
Hartwig a loccumi cisztercita kolostor apátját, Bertholdot nevezte ki Meinhard utódaként Uexküll püspökének. Berthold 1197 érkezett meg a püspökségbe. Az első évében Meinhard módszerét követve békésen igyekezett téríteni, ám a sikertelenség láttán 1198-ban veterán katonákból verbuvált sereggel tért vissza. Sikeressége az év június 24-ig tartott, amikor egy csatában meghalt. Elért eredményei elenyésztek, a megkereszteltek visszatértek isteneikhez, a sereg pedig a Holm-szigeti erődben keresett menedéket.
1199 március elsején Hartwig érsek unokaöccsét, Albert von Buxthoevent, a brémai dóm kanonokát nevezte ki Uexküll harmadik püspökévé. Buxhövden Berthold katonákra támaszkodó hódító-térítő eljárását folytatta. Henrik krónikája szerint 1200-ban 23 hajón félezer vesztfáliai katona szállt partra.

### Riga megalapításától a Hanza-szövetségbe belépésig

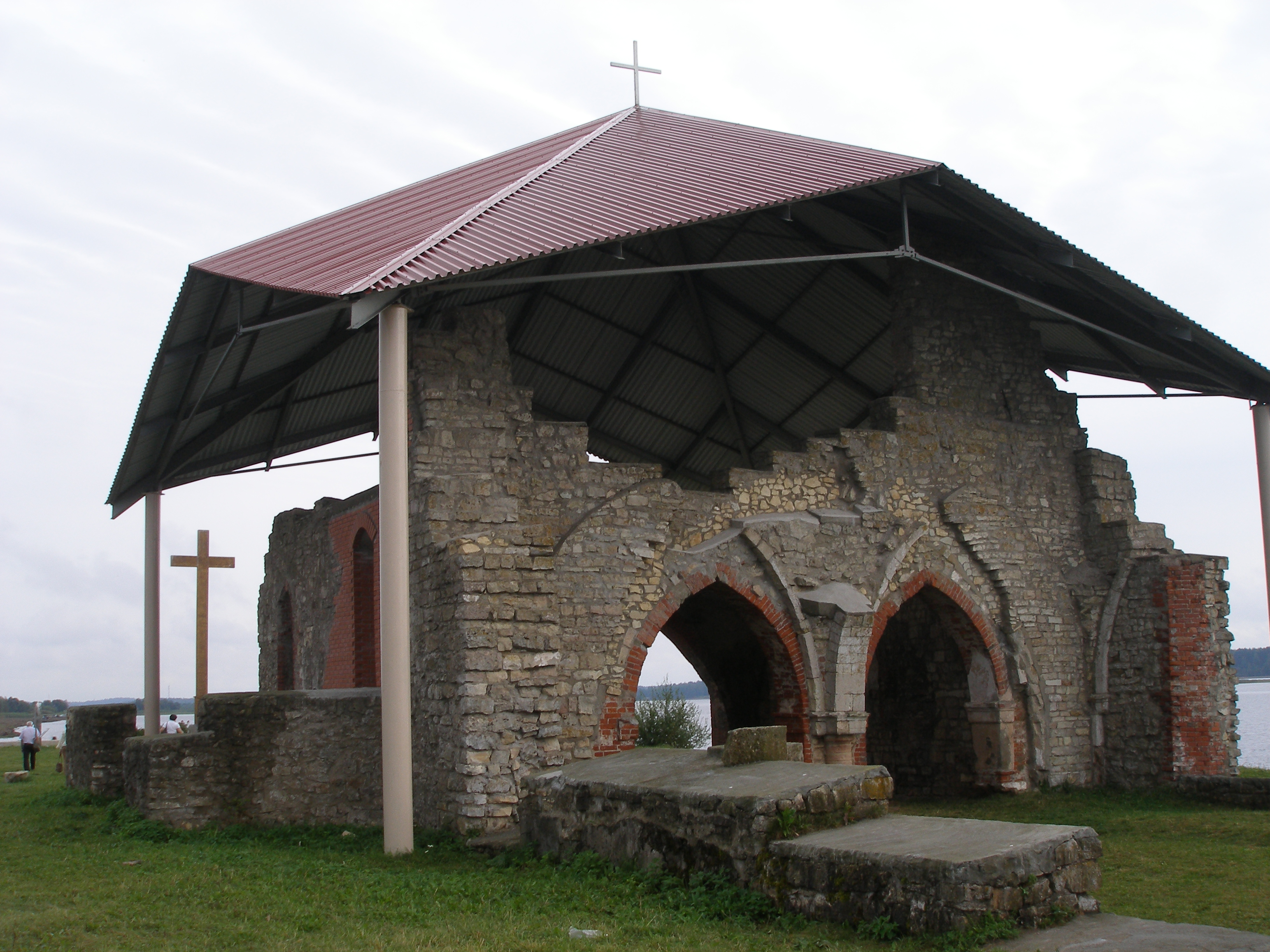
Az egyik elsőként épült templom romjai.

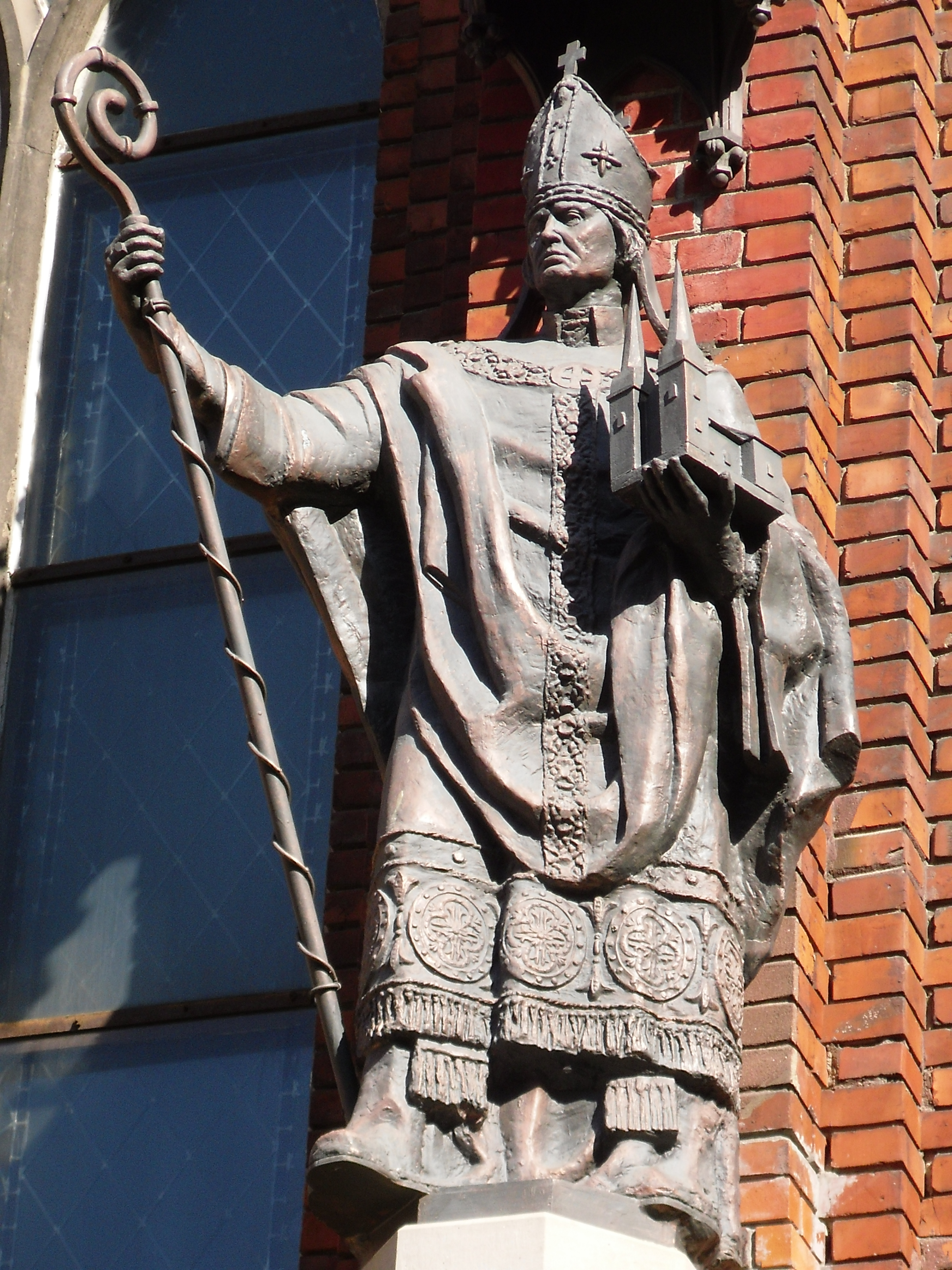
Albert püspök szobra a Rigai Katedrálisban.

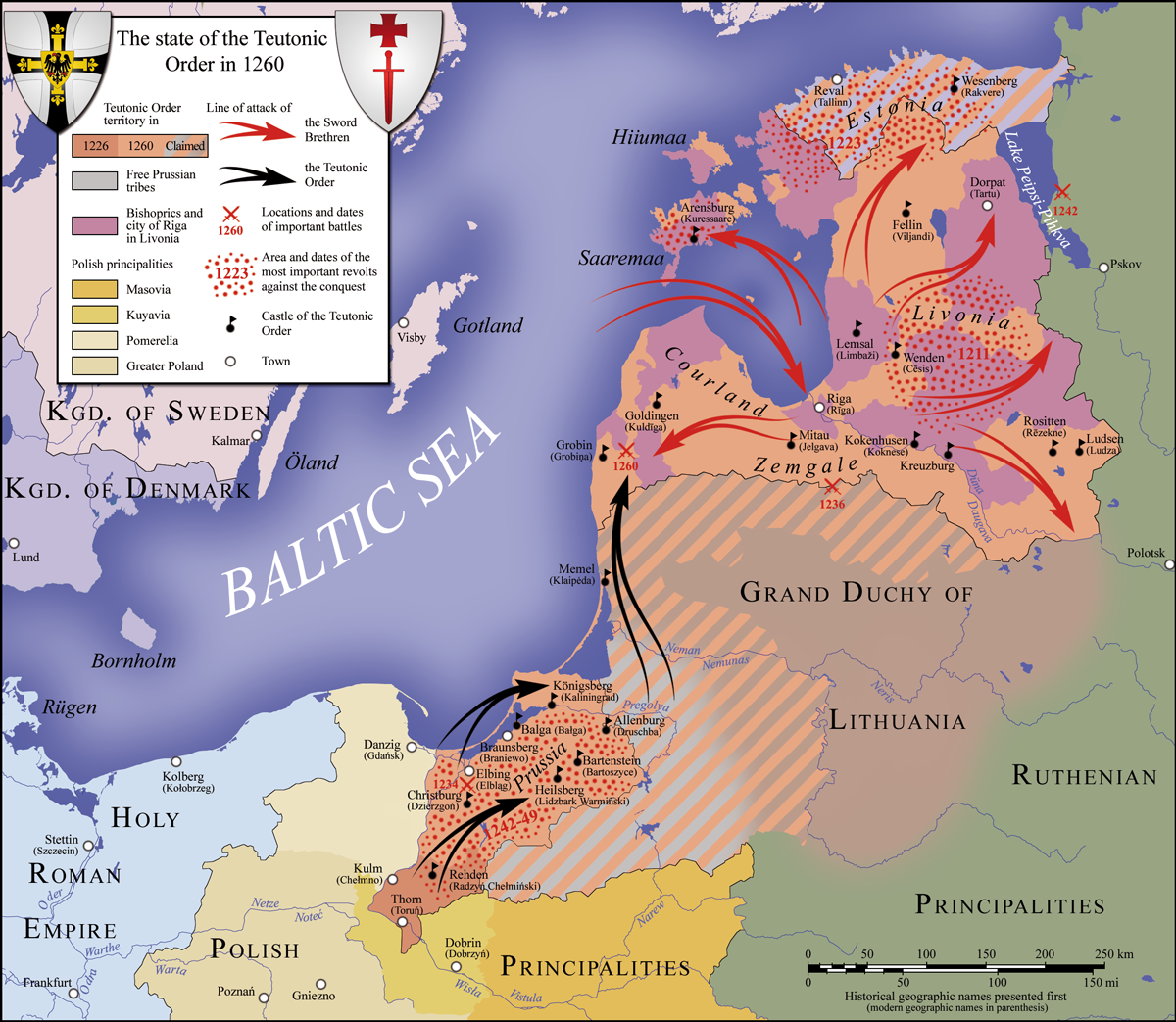
A Teuton rend terjeszkedése, 1260

Albert von Buxthoeven 1201-ben várat építtetett a mai Riga területén. Riga legtöbb történész által elfogadott alapítója Albert püspök, az alapítás éve 1201, de léteznek ezt megkérdőjelező források is. A következő évben a püspökség székhelyét Uexküllből Rigába helyezte át. Riga déli és keleti természetes határa a Daugava és mellékfolyója, a Riga folyó volt, amit később Rīdzeninek neveztek, és ahogy tovább apadt Rīdziņu lett. A Riga folyó Daugavába ömlése kikötő számára kedvező hely volt, könnyen bővíthető a Rigai tó felé. A hely nem volt lakatlan, egy liv falu a Riga torkolatánál, egy másik pedig a Riga tónál helyezkedett el. 1202-ben Albert testvére, Engelbert megérkezett az első német telepesekkel.
Buxthoeven felismerte, hogy az évenkénti sereg toborzás, szállítás nem tartható fent, ezért 1202-ben Treideni Theodorik, a daugavgriva-i ciszterci kolostor apátja kezdeményezésére Buxthoeven új katonai-vallási rendet hozott létre, ez volt a Kardtestvérek rendje, más néven a Livóniai Kardtestvérek. A rend célja, hogy állandó hadsereget biztosítson Buxthoevennek és az egyháznak a Baltikum keleti részén, elsősorban a németek által meghódított területeken. A rend a püspök irányítása alatt állt, és a fegyveres erők állandó magját alkotta, kiegészítve a rövid távú nyugatról érkező önkéntesekkel. Az elgondolás jó volt, ám a rend hamarosan a püspök riválisává lett, ez meghatározta Riga és környéke történelmét a következő évszázadokra.
A püspök az alapítást követően megkezdte a Boldogságos Szűz Máriának szentelt székesegyház építését, amely 1206-ra már állt is. Házat emelet magának és káptalanjának. A Kardtestvérek főhadiszállását is az új városban alakították ki, laktanya is épült. Egy megerősített épületben tárolták a hadi kincstárat. A polgári épületek mellé raktárházakat húztak fel a kereskedők. Riga fejlődését jelzi, hogy a városban öntötték az új székesegyház harangjait is, amelyek nemcsak az istentiszteletre hívhatták a híveket, hanem a polgárokat is fegyverbe szólíthatták. Az új településen az első kereskedők és a püspök népe épületeik köré földkupacot halmoztak fel, és kihegyezett facölöpökből palánkot építettek. A város védő falak fejlesztése épp úgy folyamatos volt, ahogy a város elleni támadások is. A fal 1210-re elért a Daugaváig, az erődfal körülölelte a helyi lakosok házait is. 1234-re a fal körbevette a város északi részét is, ekkor már 2,2 kilométer hosszú fal kerítette körbe a 28 hektáros várost. A település részévé vált a természetes kikötő is – ötven méter széles, három-öt méter mély vízterület – a Riga folyón, amelyet a partjai mentén bővítettek és megerősítettek. 1211-ben megkezdték a rigai Dóm építését.
Annak érdekében, hogy megakadályozzák egy megerősített vár és város létrehozását egy ilyen fontos helyen, amely a régió összes kereskedelmi útvonalát ellenőrizné, Riga megalakulása után folyamatos támadásoknak volt kitéve. Visvaldis, Jersika uralkodója már 1203-ban megtámadta Rigát a litvánokkal szövetkezve, 1205-ben a Vidzeme felől betörő litván herceg, Svelgatis fenyegette, és a rigaiak csak szövetségesük, a zemgalei vezér, Viestard segítségével sikerült megakadályozni a támadást. 1206-ban Vlagyimir polotszki (polacki) herceg egy vidéki jelentéktelen csetepaté miatt megfenyegette Rigát, a fenyegetésből fegyveres összecsapások lettek, a végeredmény a Rigai püspök és a Kardtestvérek által birtokolt földterület jelentős növekedése a polacki hercegség kárára (is). 1210-ben Rigát ostrom alá vették a folyón felevező hajókon érkezett kur csapatok, a támadás-sorozatot visszaverték. Öt évvel (1215) később a Daugava felől érkező támadást kivédendő, kövekkel megtöltött csónakokat süllyesztettek el, elzárták a kikötő torkolatát. Rigát senkinek sem sikerült elfoglalnia.
Fülöp német király Albertet a Szent Római Birodalom hűbéresévé, Rigát és a Kardtestvérek által elfoglalt területet Terra Mariana néven a Birodalom fejedelemségévé nyilvánította 1207-ben. Alig öt év múlva a pápa a rigai püspökséget közvetlenül Vatikán irányítása alá helyezte – a Birodalom és az egyház folyamatos küzdelmet folytatott a város feletti hatalomért, a küzdelembe hamarosan a város polgársága is bekapcsolódott. A pápa kimondta, hogy minden német kereskedőnek Rigán keresztül kell folytatnia balti kereskedelmét. Ez oly mértékben megnövelte Riga kereskedelmi szerepét, hogy 1211-ben pénzt vertek a városban.
A németek által Rigából elfoglalt területeket felosztották az egyház és a Kardtestvérek rendje között, az egyház elfoglalta Rigát és az összes föld kétharmadát, egyharmadát pedig a rendnek adományozta. Ez a megoldás nagyban csökkentette a két fél közti feszültséget, de nem oldotta meg.
Amikor 1221-ben a dánok II. Valdemár dán király vezetésével partra szálltak a mai Észtországban, ahol felépítették Reval erődjét és nekikezdtek Livónia meghódításának, Albert kész volt behódolni a dánoknak. Ám Riga városának lakossága elűzte a dán király követét. Alberttal való egyezkedés során jogot szereztek Riga önálló igazgatására, elfogadták a város törvényeit, címerét és zászlóját, céhek szerveződésére. A következő évtizedekben, bár a rigaiaknak el kellett ismerniük az érsek hatalmát, a város bel- és külpolitikájában mindinkább önállósult, gyakran fegyverrel védte területét, szabadságjogait.
Albert nehézségei a rigai polgársággal továbbra is fennálltak; pápai közbelépéssel 1225-ben egyezség született, amelynek értelmében a polgároknak nem kellett adót fizetniük a rigai püspöknek, és Riga polgárai jogot szereztek magisztrátusok és városi tanácsosok (Rīga Rāte) megválasztására. A városi tanácsba a polgárok gyűlésén kezdetben tizenkét tagot választottak meg egy évre. A század végén már maga a városi tanács választotta meg az utódokat, a polgármesteri pozíció tulajdonképpen élethosszig szólt. A püspök világi hatalmát a városban az általa kinevezett szolgabíró vagy bíró (advocatus) képviselte, akinek az volt a feladata, hogy a polgárok között minden konfliktust a püspök nevében megoldjon. A püspök katonai erejét az ő áldásával alapított Kardtestvérek Rendje (később a püspök saját vazalluslovagjai is) valósította meg.
1226-ban Albert felszentelte a Dóm-székesegyházat, felépítette a Szent Jakab-templomot és plébániai iskolát alapított a Szent György-templomban
A város alapító Albert püspök 1229 januárjában halt meg. Nem sikerült elérnie, hogy felkent érsek legyen – csak 1252-ben nyilvánítja IV. Sándor pápa Rigát érsekséggé –, de a német hegemónia, amelyet a Livónia felett kialakított, hét évszázadig fennmaradt.
A litvánok és a zemgalei lettek 1236-ban a Siauliai csatában csatában legyőzték a Kardtestvéreket, a pápák bizalma megrendült a Rendben, ezért az ezt követő évben, önállóságot részben megtartva, beolvadtak a Német Lovagrendbe.
1282-ben Riga a Hanza-szövetség tagja lett. A Hanza kulcsszerepet játszott Riga gazdasági és politikai stabilitásának megteremtésében, így a városnak olyan erős alapot biztosított, amely egészen a modern időkig elviselte az elkövetkező politikai lázadásokat. Amikor a Hanza-szövetség befolyása gyengült, Riga külföldi katonai, politikai, vallási és gazdasági törekvések tárgyává vált.

### A Hanza-szövetség tagjaként a reformáció megérkezéséig

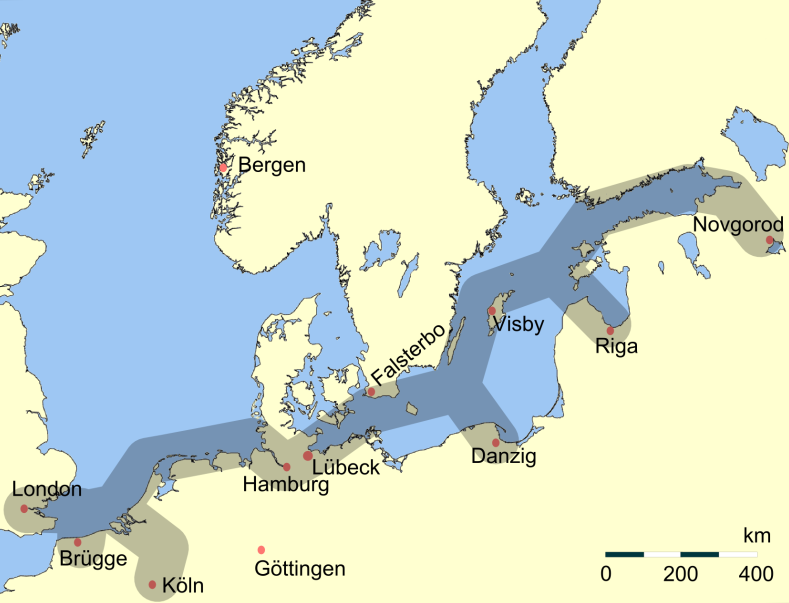
A Hanza-szövetség legfontosabb kereskedelmi útvonalai.

A zemgalok felett aratott 1290-es győzelem után a Német Lovagrend és Riga városa közötti konfrontáció felerősödött, ami több évtizedig tartó livóniai polgárháborúhoz vezetett. 1298-ban Riga polgárai és Vytenis litván nagyfejedelem szerződést kötöttek, amelynek értelmében pogány litván helyőrség védi meg őket a Német Lovagrend pusztításaitól. A katonai szerződés 1313-ig volt érvényben. Riga városa 1320-as években a litván nagyhercegek megbízásából kereskedelmi megbízásokat is teljesített.
A háború csúcspontján, 1329-ben, a Lovagrend csapatai ostrom alá vették a várost, teljesen körbezárták azt. 1330. március 20-án a rigai városi tanács megállapodott a Lovagrenddel a megadás feltételeiről. Riga vereségének szimbolikus elismeréseként a városlakóknak a várfalat egy széles szakaszon le kellett bontaniuk, hogy a kapu helyett a Lovagrend tagjai és csapataik a résen juthassanak be a városba. Március 30-án megpecsételték a Riga átadásáról szóló szerződést, melyet 1332-ben IV. Lajos német-római császár erősített meg. E szerint Riga minden kiváltságát elvesztette. Riga a Livónia Szövetség egyik városa lett, amelyet a Lovagrend kormányzott. A város felett számos érseki jog megszűnt. A következő évtizedek a Lovagrend és az érsek közötti vitákban teltek, miközben a rigai polgárok korábbi privilégiumok visszaállítására és új kiváltságok megszerzésére törekedtek.

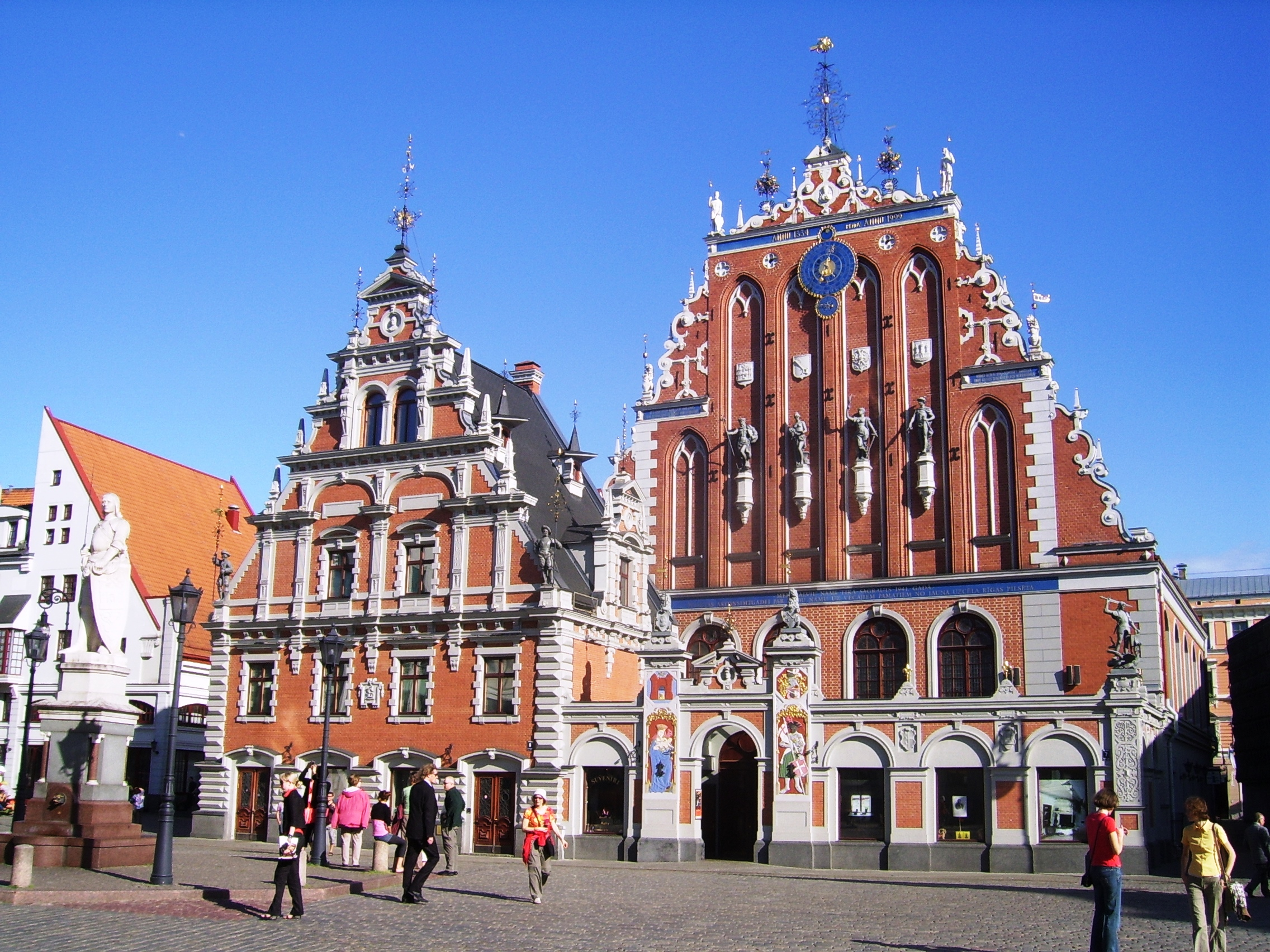
A Feketefejűek háza Rigában. Az épületet a németek 1941. június 28-án – egy héttel a Barbarossa hadművelet elindítása után – rommá bombázták, a maradványokat pedig 1948-ban a szovjetek lerombolták. 1996 és 1999 között a Parex Bank elnökének, Valērijs Kargins támogatásával újjáépítették. A „Felépítem a Feketefejűek Házát” mozgalomhoz több, mint ötezren csatlakoztak, fejenként 7-11 euró felajánlásával. A Feketefejűek Háza hivatalosan 1999. december 9-én nyílt meg, ma múzeum.

A XIV. században, miután a püspök és a rend egy másik helyre költözött Rigába, új városközpont jött létre: a piactér, amely szinte a város geometriai középpontjában helyezkedett el. Körülötte csoportosultak a legfontosabb közigazgatási és politikai épületek: a Városháza, a szégyenoszlop és a Feketefejűek Háza – ez utóbbit először 1330-ban említik.
A század közepén megkezdődött Riga aktívabb részvétele a Német Lovagrenddel együttműködő Hanza-szövetségben. Az 1340-es években a rigai kereskedők fontos jogot nyertek, más városokból Rigába érkező kereskedők csak rigai kereskedőkön keresztül köthetnek ügyleteket. A litván fennhatóság alatt álló Polack várossal kötött 1406-os kereskedelmi egyezmény szerint Riga szabadon kereskedhetett a Daugava felsőbb szakaszán és magában, Polack városában is. A város növekvő erejét mutatja, hogy 1423-ban a Rīga Rāte nem volt hajlandó megbüntetni Herman Klempova sókereskedőt a sókereskedelemben elkövetett csalás miatt, sőt kész volt háborút indítani emiatt a Lovagrend ellen, és csak a Livónia Konvent volt képes arra kényszeríteni a várost, hogy megegyezzen és fizesse ki a bírságot.
A rigaiak önbizalmát és a város szerepét jelentősen erősítette az újonnan létrejött Livónia Konvent (Landtag, Landtāgs). A Livónia Konvent a lív konföderáció képviselőinek gyűlése volt a XV. és XVI. században. A Landtag-képviselők általában a Livónia Szövetség földrajzi központjában Valkában vagy Valmierában gyűltek össze, de üléseztek Rigában, Tērbatban, Cēsisben és Vīlandban is. A Landtag hatáskörébe tartozott Livónia közös külpolitikai és katonai együttműködése, belpolitikai kapcsolatok alakítása, kereskedelmi szerződések megkötése, adó- és pénzpolitika, a szökött parasztok hazatelepítése. A Landtagok egyben a legfelsőbb törvényhozó és bíróságok is voltak a Livóniai Szövetség államai és rendjei között.
1451-ben Riga titkos tárgyalásokat kezdett a Porosz Unióval a Lovagrenddel való közös fellépésről. Erre válaszul a világi hatalmat képviselő Német Lovagrend és az egyházi hatalmat képviselő rigai érsek összefogott a város ellen. Sylvester Stodevešer rigai érsek és Johannes von Mengede, a Livóni Rend mestere megállapodott abban, hogy felosztják Riga feletti fennhatóságot. 1452-ben Salaspilába érkeztek Riga képviselői, ahol két vádiratot kaptak az egyházi, politikai és területi jogok figyelmen kívül hagyása miatt. A salaspilai megállapodás értelmében a város hűséget esküdött mindkét főúrnak, akik egyenlő jogokat szereztek a város felett. A megállapodás nem oldotta meg a felsőbbrendűség kérdését Riga városában, hanem még bonyolultabbá tette. A szerződés aláírása után Riga városának diplomatikusan kellett lavíroznia a két hatalom között, megpróbálva visszaszerezni szabadságát.
A XV. század második felében többször is módosították és megújították a Riga feletti kettős szuverenitásról szóló megállapodás pontjait. 1479-ben Sylvester Stodewescher érsek szövetséget kötött a svéd királlyal a Livóniai Rend ellen, de a rend katonái fogságba ejtették és Koknese várába zárták, ahol július 12-én meghalt. A városi tanács továbbra is igyekezett csökkenteni a Rend uralmát a város felett.
A cáfolt legenda szerint 1510-ben Rigában állították az első karácsonyfát. A rigai vár harmadik jelentős átépítése 1515-ben fejeződött be.

### Reformáció, lengyelek és svédek

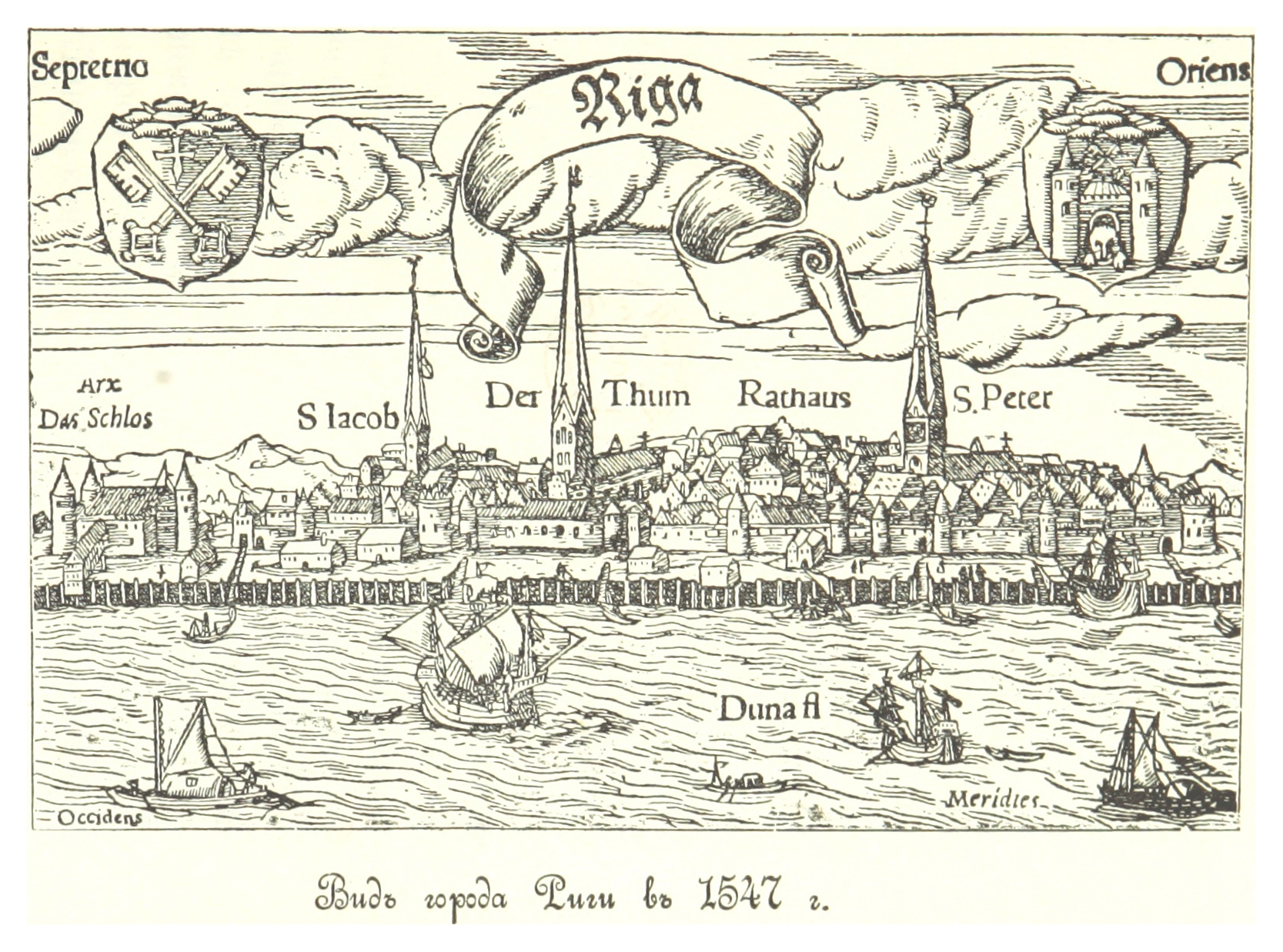
Riga 1547-ben. Forrás: Сапунов: Река Западная Двина 607. oldal. Az eredetit a British Library őrzi és digitalizálta.

Riga 1572-ben. Riga, kényelmesen a Duna folyó partján, híres kereskedőiről és Livónia metropolisza – Braun & Hogenberg Civities of the World (1581) könyve szerint.

A Nyugat-Európában a XV. század elején megindult reformáció viszonylag hamar elérte Rigát. 1522. június 12-én a rigai székesegyház ajtajára is kikerült a reformációt hirdető írás, más városokhoz hasonlóan megindult a vita a régi és az új vallás hívei közti vita. 1524-ben a székesegyházban egy tiszteletreméltó Szűz Mária szobrot boszorkánynak nyilvánítottak, és a Daugavában vízi próbára bocsátották. A szobor lebegett, ezért boszorkánynak minősítették és Kubsbergben elégették. A Lovagrend mestere 1535-ben vallásszabadságot biztosított Rigának. Az egyházi ügyek intézése a városháza irányítása alá került, a templomok és kolostorok ingatlanjait átvették, a rigai székesegyház evangélikus iskolává, a ferences kolostorok szegények menedékházává alakultak. Riga elfogadta a reformációt, ezzel véget ért az érsekek hatalma.
A város első könyvtára 1524-ben nyitott ki, öt könyvet kínált – ebből négy ma is a könyvtár állományában található. 1547-ben, mennybemenetel napján, napközben nagy tűz ütött ki Riga külső városában, "mely a várost is körülvette és nagy károkat okozott. A városban, a püspöki kerületben sok ház és a templomok leégtek; a városon kívül sok kereskedő raktára minden holmijával együtt tűzbe zuhant prédáért."
Nemsokára Riga másik hűbérurát is elsodorta a reformáció. A Német Lovagrend birtokait körbevevő területek sorra tértek elfogadták a reformációt. Brandenburgi Albert, a Német Lovagrend 37. nagymestere 1525. április 10-én Krakkó piacterén hűségesküt tett I. Zsigmond lengyel királynak, Albert vállalta, hogy a Lovagrendet feloszlatja. A Német Lovagrenddel 1237-ben unióra lépett Kardtestvérek Rendje nem ismerte el Brandenburgi Albert feloszlató intézkedését, V. Károly német-római császár támogatásával Plettenbergi Walter lívföldi seregmester vezetésével önállósodtak Livóniában, V. Károly birodalmi hercegi rangot és pénzverési jogot adott Walter nagymesternek.

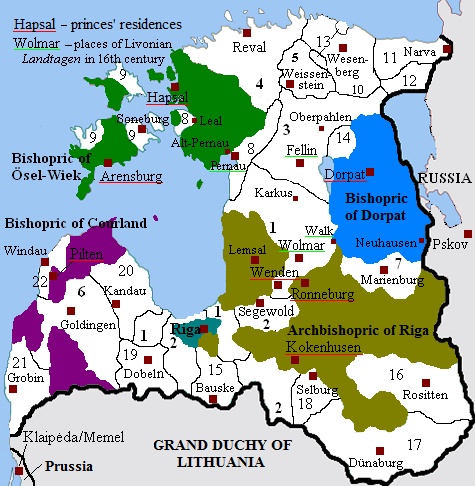
Livónia 1534-ben.

A hűbérurakat nem csak Riga, de a környező Livónai és a balti térség is elvesztette. A terület így a környező országok – Orosz Cárság, a Dán Királyság, a Svéd Királyság és a Lengyel–Litván Unió – számára meghódítandóvá vált. A Livóniai háború (1558–1583) ideje alatt szinte minden résztvevő minden résztvevővel hadban állt és szövetséget kötött. A Kardtestvérek Rendje a németek csekély támogatása miatt először csak szövetséget kötött, majd később egyesült a Lengyel Királysággal. A Kardtestvérek utolsó nagymestere Gotthard von Kettler a rendet feloszlatta, és 1561-től az új Kurföldi és Zemgalei hercegség első hercege lett. Riga elvesztette másik hűbérurát.
A háborúban Riga szinte sértetlen maradt, ekkor nyilvánította szabadváros státuszát (1561-1582). Riga húsz éven át a Szent Római Birodalom szabad császári városa volt, mielőtt a drohiczyni békeszerződéssel a Lengyel-Litván Nemzetközösség befolyása alá került. A háború végén, 1581-ben a város kiváltságai megőrzése érdekében hűséget esküdött Lengyelország és Litvánia uralkodójának, Báthory Istvánnak.
1582-ben Báthory Lettországba érkezett, először a Kurföldi és Zemgalei hercegségbe látogatott, ahol csatlakozott hozzá Gotthard Ketler herceg, akivel a király Rigába utazott, ahol csaknem két hónapot töltött. 1582. március 12-én Báthory a város akkori határain kívül fekvő rigai várban fogadta a város küldötteit, majd tárgyalásokat követően április 7-én a város hűséget esküdött az uralkodónak. Báthory új alkotmányt adott és ellenreformációt kezdeményezett, amely zavargásokhoz vezetett. A rigai naptár lázadás (1584-1589) formai oka Báthory parancsa volt, amely előírta a Gergely-naptár használatát – a kereskedők nehezményezték a tíz napos munkahetet.

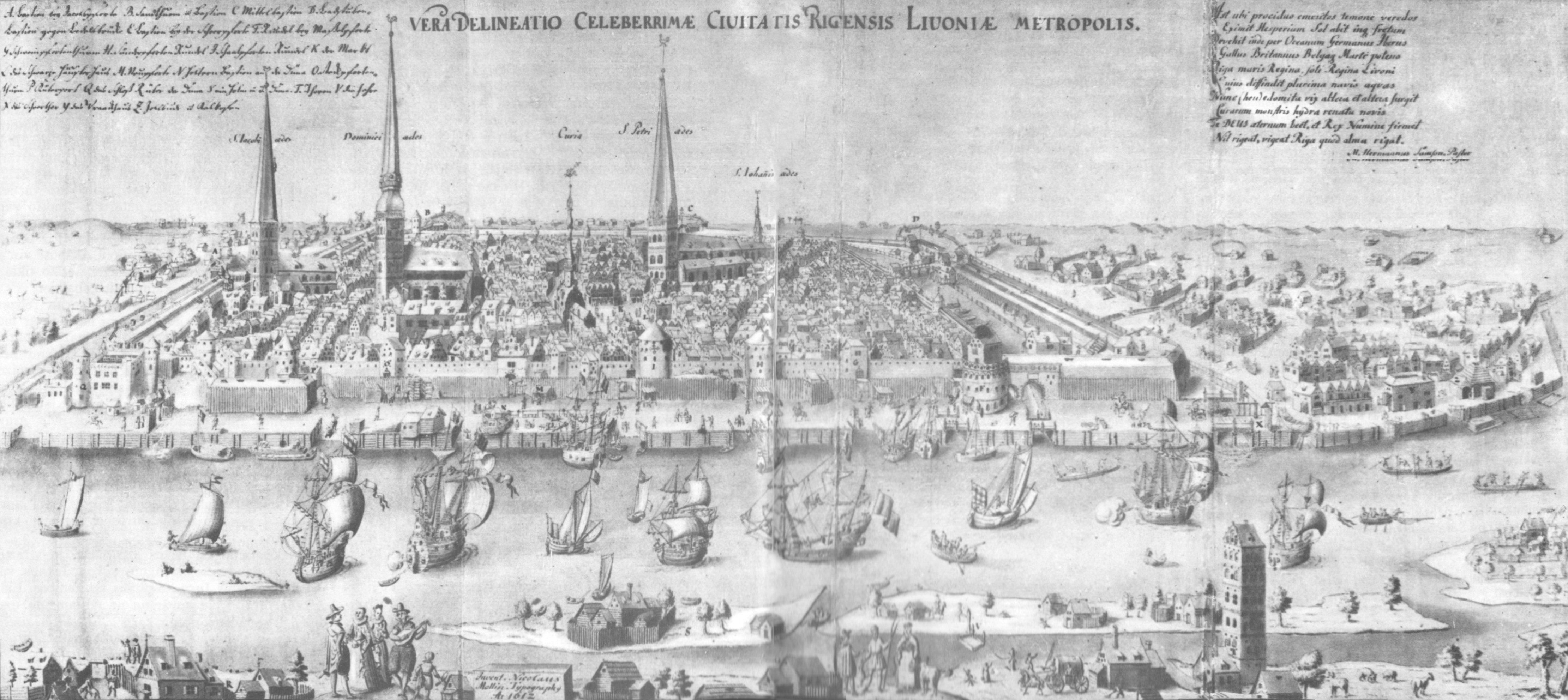
Nicolaus Mollinus nyomdájából került ki a Rigai panoráma kép 1612-ben. A bal felső sarokban látható kék 'i' betűre kattintva nem csak nagyobb méretben látható a kép, de számos épülethez, szöveghez kapcsolódó további információ is láthatóvá válik az adott felületet kiválasztva.

 Dāvid Hilchen meghívására 1588-ban a holland Nicolaus Mollinus Rigába költöztette nyomdáját, ahol a naptár-zavargások idején a Riga Rāte-t támogató cikkeket nyomtatott. III. Zsigmond lengyel király Rigának 1590-ben könyvnyomtatási kiváltságot adott. 1591-ben Rāte Mollinust a város könyvnyomdásának nevezte, fizetést és lakást adott Mollinusnak, valamint szabályozta a nyomdák számát és a könyvek árát. A városi tanácsnak hamarosan meg kellett védenie Mollinust a jezsuiták támadásaitól és a varsói udvarnál tett panaszoktól, mert az evangélikus felekezetnek megfelelő könyveket nyomtatott. 1600-ig Mollinus összesen 71 könyvet nyomtatott, 5-6 könyvet évente.
A Livónai háborúban már szembekerült egymással a Lengyel-litván és Svéd királyság. Bő egy évtizedes béke után ismét hadban álltak, ez volt a második svéd-lengyel háború (1600-1611). A svédek ugyan még Rigát is ostrom alá vonták, de többször is súlyos vereséget szenvedtek a harctéren, a harcoknak IX. Károly svéd király svéd király halála vetett  véget. A harmadik svéd-lengyel háborúban Svédország legyőzte a Lengyel-litván királyságot. II. Gusztáv Adolf svéd király 1621 szeptemberében, hosszas ostrom után bevette Rigát. A háború okozta hosszú távú kereskedelmi visszaesést a század közepére sikerült leküzdeni, amikor a len, a hamu, az erdei anyagok, a nyersbőr és a faggyú exportja elérte a legmagasabb szintet. A második északi háború idején egy hatalmas orosz hadsereg több hónapig ostromolta a rigai erődöt, de kénytelen volt visszavonulni. A század végén a gabonafélék és a viasz a legfontosabb exporttermékekké váltak. A XVII. században Riga Svédország legfontosabb hitelezője volt, Riga a Svéd Királyság legnagyobb városa lett.

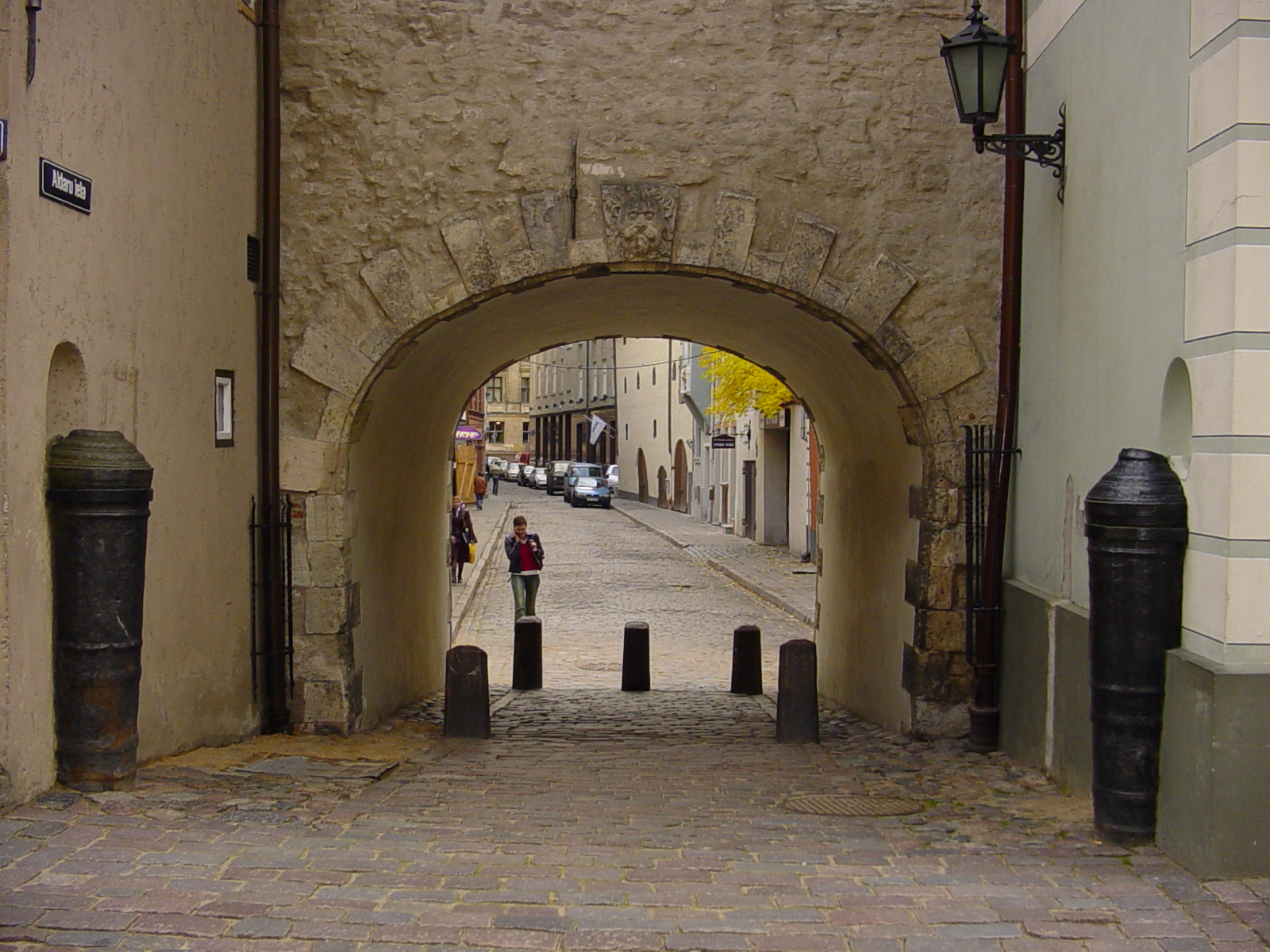
A Svéd kapu Rigában.

A svéd uralom egyik ma is álló emléke a Svéd kapu, amelyet 1698-ban építettek, egyike volt a város nyolc kapujának. Építésére azért került sor, hogy a városon kívüli laktanyából a legrövidebb úton lehessen a városba vezényelni a katonákat, a kapuhoz több legenda is kötődik.

### Orosz uralom alatt
Korábban is számos orosz-svéd háború volt, Riga történelmében a Nagy északi háború (1700-1721) hozott fordulatot, a kezdeti svéd sikerek után a Poltavai csatában Nagy Péter orosz cár döntő vereséget mért XII. Károly svéd király csapataira. A cár serege 1710. július negyedikén – kilenc hónapos ostrommal – bevette Rigát. Rigát a Rigai (később Livónia, Vidzeme) kormányzóság fővárosává tették. Svédország északi dominanciája véget ért, és Oroszországnak a legerősebb északi hatalommá válását az 1721-es nystadi szerződés tette hivatalossá. Oroszország a helyükön hagyta a rigai intézményeket, megerősítette a német nemesek és polgárok hagyományos kiváltságait, amelyeket a Privilegium Sigismundi Augusti állapított meg, különös tekintettel a protestáns hitre. Visszafordították a XI. Károly svéd király által bevezetett földreformot, amely sok jobbágyot korona alattvalóvá tett.
Az ostrom és a háborút kísérő pestis után 1720-ban Rigának csak hatezer lakosa maradt, de nyolc évvel később már tízezres várossá duzzadt vissza. Az első teljes lakossági összeírás 1782-ben történt meg, az összeírást rendszeresen ismételték, így jól követhetővé vált a változás.
A XVIII. század végétől a XIX. század első feléig (1782-1812) Riga polgári lakosságának száma több mint 40 ezerrel nőtt, majd az 1812-es háború alatt és a következő évtizedben meredeken csökkent. A háború Napóleon oroszországi hadjárata volt. A császár csapatai Kaunasnál keltek át a Nyeman folyón, a várost 1812 júliusától decemberéig ostromolta a francia csapatok északi szárnyának Macdonald vezette hadteste. A huszonötezres hadtestnek nem sikerült átkelniük a Daugaván, ezért az ostrom sem volt tökéletesen kivitelezett. A hadtest feladata volt a folyó mentén közel száz kilométeres kvázi frontvonal ellenőrzése is, ami tovább rontotta az ostrom hatékonyságát. A támadáskor a rigai helyőrség tizennégyezer fős volt, amelyhez hamarosan további tízezer katona csatlakozott.

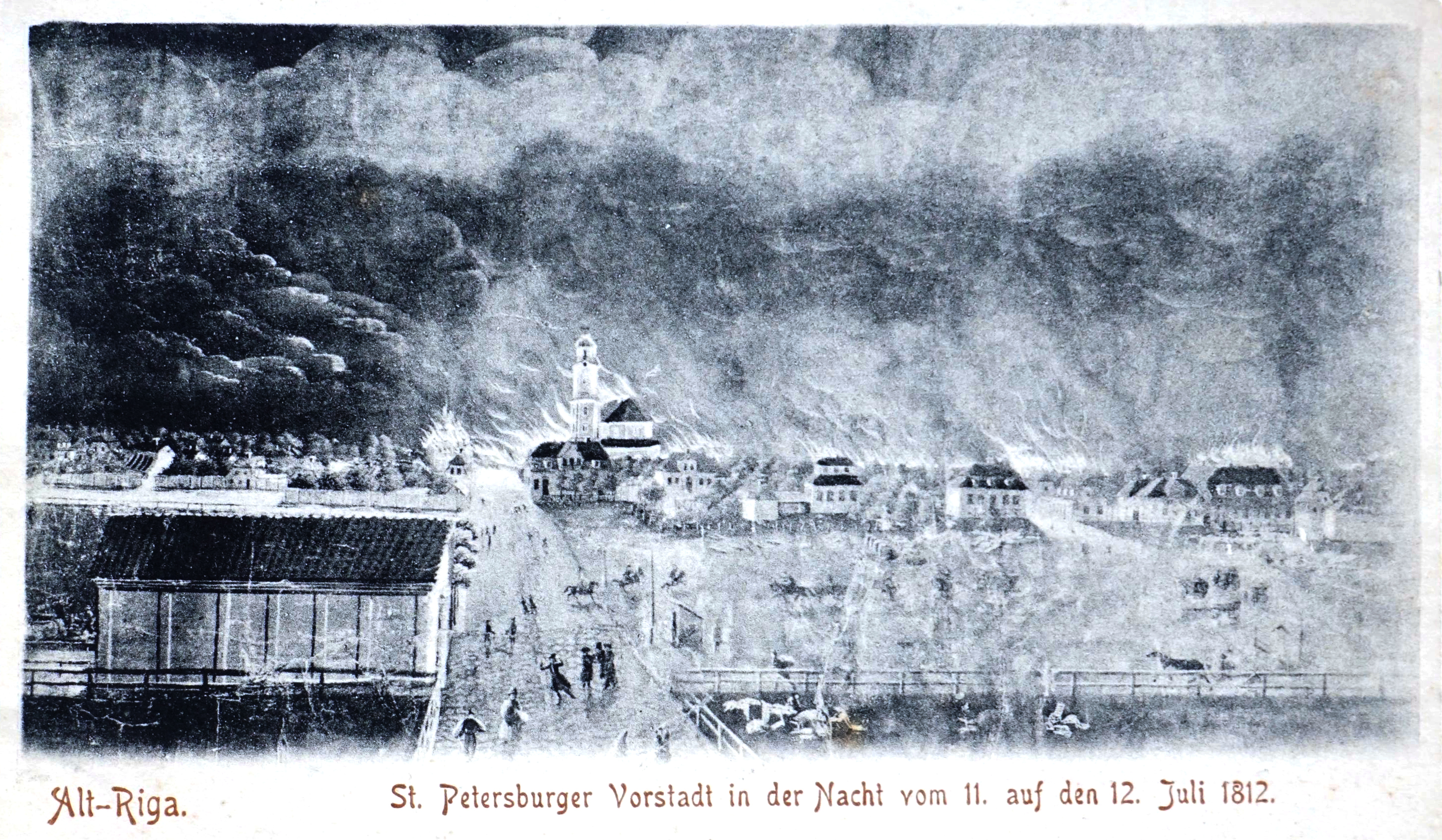
Riga Szentpétervár külvárosa 1812. július 11-ről 12-re virradó éjszaka. A külvárost a rendőrség gyújtotta fel a napóleoni hadak támadása elleni védekezés során.

1812. július 12-én szándékos gyújtogatás következményeképp – védekezést könnyítendő a rendőrség okozta tűz miatt – leégett Riga egy része, köztük Moszkva és Szentpétervár negyed. Legalább négy templom, harminchat raktár, harmincöt állami és hétszázöt lakóépület lett a lángok martaléka. A tűzvész tette lehetővé, hogy Filips Pauluchi balti főkormányzó vezetésével meghatározzák a külső területek felújításának, beépítésének rendjét. A területen szabályos utcahálózat, új beépítési területek, zöldfelületek kerültek kialakításra. Az erődítmények mögötti területet katonai okokból különböző építési szabályok mellett távolságokra osztották fel. Falazott épületek építése csak az erődítményektől csak 1600 méterre épülhettek.
Riga az egyik haszonélvezője volt az orosz export növekedésének a XVIII-XIX. századokban, a város volt Oroszország egyik fő kikötővárosa. A város fejlődése különösen gyors lett, miután az Orosz Birodalom kormánya 1856-ban engedélyezte a rigai erőd felszámolását és kőépületek építését a helyén. 1861-ben megépült a Riga-Dinaburg vasútvonal, amely Daugavpilsen keresztül kötötte össze Rigát Szentpétervárral és más városokkal.
A kézműves és ipar szabadságáról szóló 1866-os törvény teljesen eltörölte a céhek monopoljogát. A XIX. század második felében a rigai ipart fémmegmunkálás, gépipar, vegyipar, rostfeldolgozás, zsinór, fésült szövetgyártás, papír, porcelán, cserép, parafagyártás, fafűrészelés jellemezte. A felsorolás társadalmi változást is jelentett, megjelent és rohamosan nőtt az ipari munkások száma, a gyárak számával pedig a tőkések, kapitalisták csoportja. Az ipari munkások számát növelte Riga környéki felszabadított, ezért munkát kereső gazdák – Vidzeme (1817), Kurzeme-ban (1819) – is. Az első sztrájkokra már az 1870-es években sor került, a legjelentősebb az 1899-es rigai felkelés volt. A lett burzsoázia felemelkedése a lett nemzeti ébredés központjává tette Rigát a Riga Lett Egyesület 1868-as megalapításával és az első nemzeti dalfesztivál megszervezésével 1873-ban. A fiatal lettek nacionalista mozgalma az 1905-ös orosz forradalomban csúcsosodott ki.
A XIX. század végére Riga az iparilag legfejlettebb és gazdaságilag legvirágzóbb városok egyikévé vált az Orosz Birodalomban, és a balti tartományok ipari munkásának több mint fele ott dolgozott. Riga volt Oroszország harmadik legfontosabb ipari városa Moszkva és Szentpétervár után. A balti-tengeri háborúk és hatalomváltások sok évszázada alatt a rigai balti németek, Albert kereskedőinek és keresztes lovagjainak utódai, a demográfiai változások ellenére megőrizték vezető pozíciójukat. Riga a német nyelvet használta hivatalos ügyintézéshez egészen 1891-ig, az orosz nyelv hivatalos nyelvként való bevezetéséig.

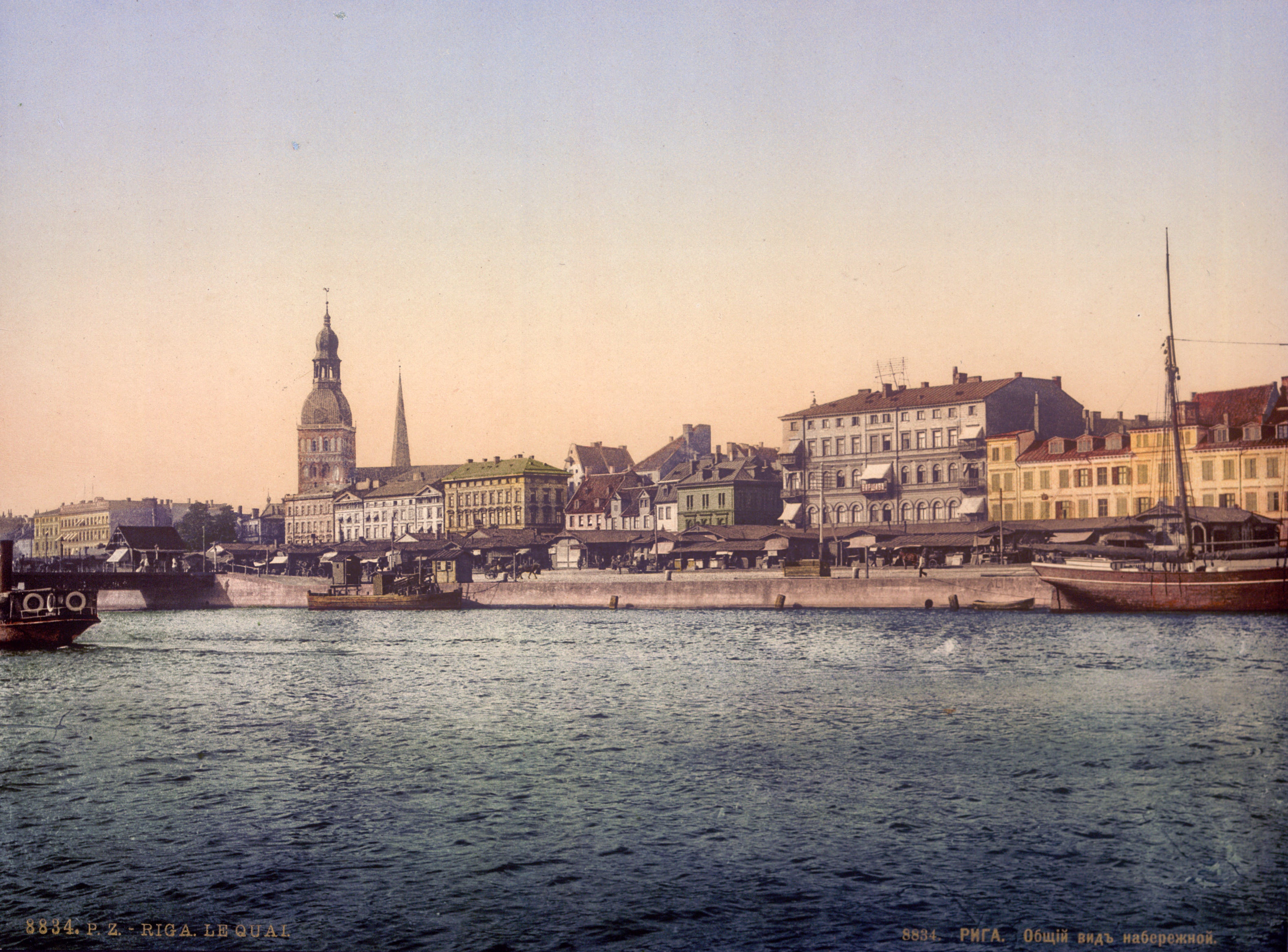
Riga az 1890-es években. Balra a Rigai Katedrális tornya látható.

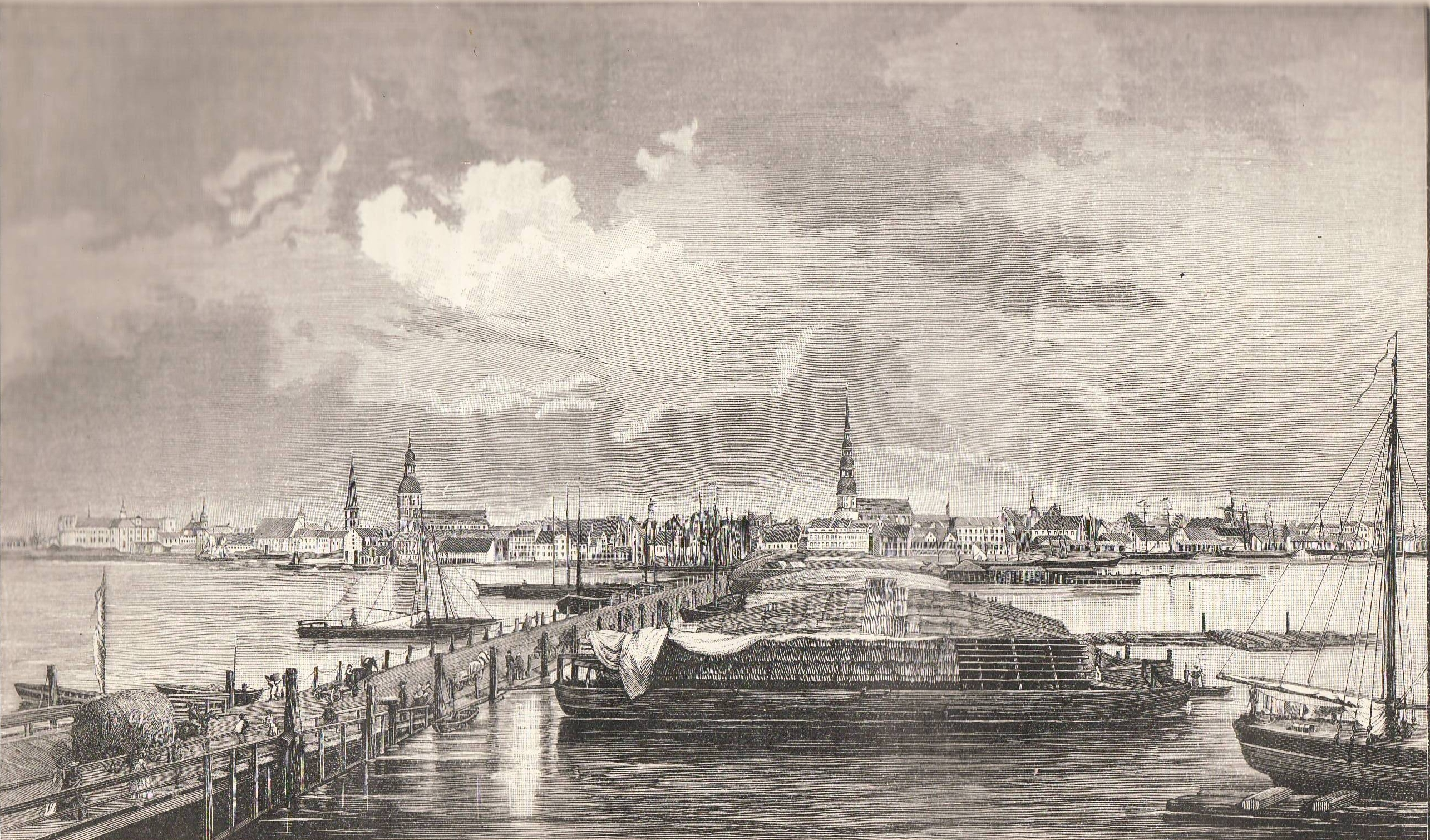
Riga az 1890-es években. Forrás: Н. К. Шильдер. Император Александр Первый. Его жизнь и царствование. Т. I. С.-Петербург, 1897

III. Sándor orosz cár 1885-ben a balti kormányzóság tisztviselői számára kötelezővé tette az orosz nyelv használatát, 1889-ben II. Miklós orosz cár kiterjesztette ezt a balti önkormányzatok hivatalos eljárásaira is. Az 1890-es évek elejére a balti kormányzósági iskolákban az oroszt kényszerítették oktatási nyelvként.
Az Első világháború sokáig elkerülte Rigát. Az 1917-es forradalom elsöpörte a cári rendszert, de a polgári kormány folytatta a háborút. A németek a juglai csatát követően 1917. szeptember 3-án elfoglalták Rigát. A háborúzó hatalmak 1918. március 3-ánn aláírták a Breszt-litovszki béke szerződést, a balti országokat a Német Császárság kapta. A németek bábállamot hoztak létre a hozzájuk került területeken, Riga a kérész életű (1918. március 8 – 1919. június 28.) között fennálló Kurföldi és Zamgalei hercegség fővárosa lett. A kaotikus helyzetet jellemzi, hogy 1918. április 12-én a Vidzeme, Észtország, Samsala és Riga Egyesült Földtanácsa úgy döntött, hogy létrehozza a Balti Hercegséget, és felkéri a német császárt, hogy vegye protektorátusa alá. Az Első világháborút lezáró Compiègne-i fegyverszünet (1918. november 11.) értelmében Riga (és a Baltikum) nem tartozott a Német Császársághoz. A Balti Hercegség támogatói folytatták politikai küzdelmüket, de sikertelenül.

### A független Lettország fővárosa
1918. november 18-án Gustavs Zemgals, a Néptanács elnökhelyettese bejelentette, hogy Lettországban szuverén állam, a hatalom a Néptanács kezébe került. Lettország első miniszterelnöke, Kārlis Ulmanis bejelentette az Ideiglenes Kormány terveit és feladatait. A szovjet Vörös Hadsereg megtámadta Lettországot is. A kivonás alatt levő német egységek önállósodtak (Freikorps), segítségükkel 1919 tavaszán sikerült megakadályozni, visszafoglalni Lettország szovjet elfoglalását. A Freikorps célja, hogy Kurföldön és Livóniában németek uralta államot hozzon létre, a letteket ellenük fordította, a lettek legyőzték volt szövetségesüket.
Rigát 1919-ben sorra foglalták el a hadseregek. Január 3-án a Vörös Hadsereg, május 22-én német Landeswehr és a Freikorps – akikhez másnap csatlakoztak a lett nemzeti hadsereg egységei is –, július 6-án az észak-lett dandár csapatai, július 8-án Lettország ideiglenes kormánya is megérkezett Rigába.
1919. október 8-án heves harcok kezdődtek a lett csapatok és a nyugat-orosz önkéntes hadsereg között, november 11-ére a lettek kiűzték az ellenséget.
Az első világháború alatt Riga sokat szenvedett. A gyárak lerombolása és a gépek kiürítése miatt Riga ipara és nagyrészt a kézművesség is megsemmisült, és a lakosság száma is több mint felére csökkent. Lettország szabadállamának idején Riga a korábbi német szellemmel ellentétben viszonylag lett várossá vált. A két világháború közötti időszakban (1918–1940) Riga fókusza Oroszországról Nyugat-Európára helyeződött át, Rigát abban az időben nyüzsgő, nagy és impozáns városként jellemezték, és az "Észak Párizsa" címet érdemelte ki látogatóitól.

### A II. világháborúban és a szovjet megszállás idején

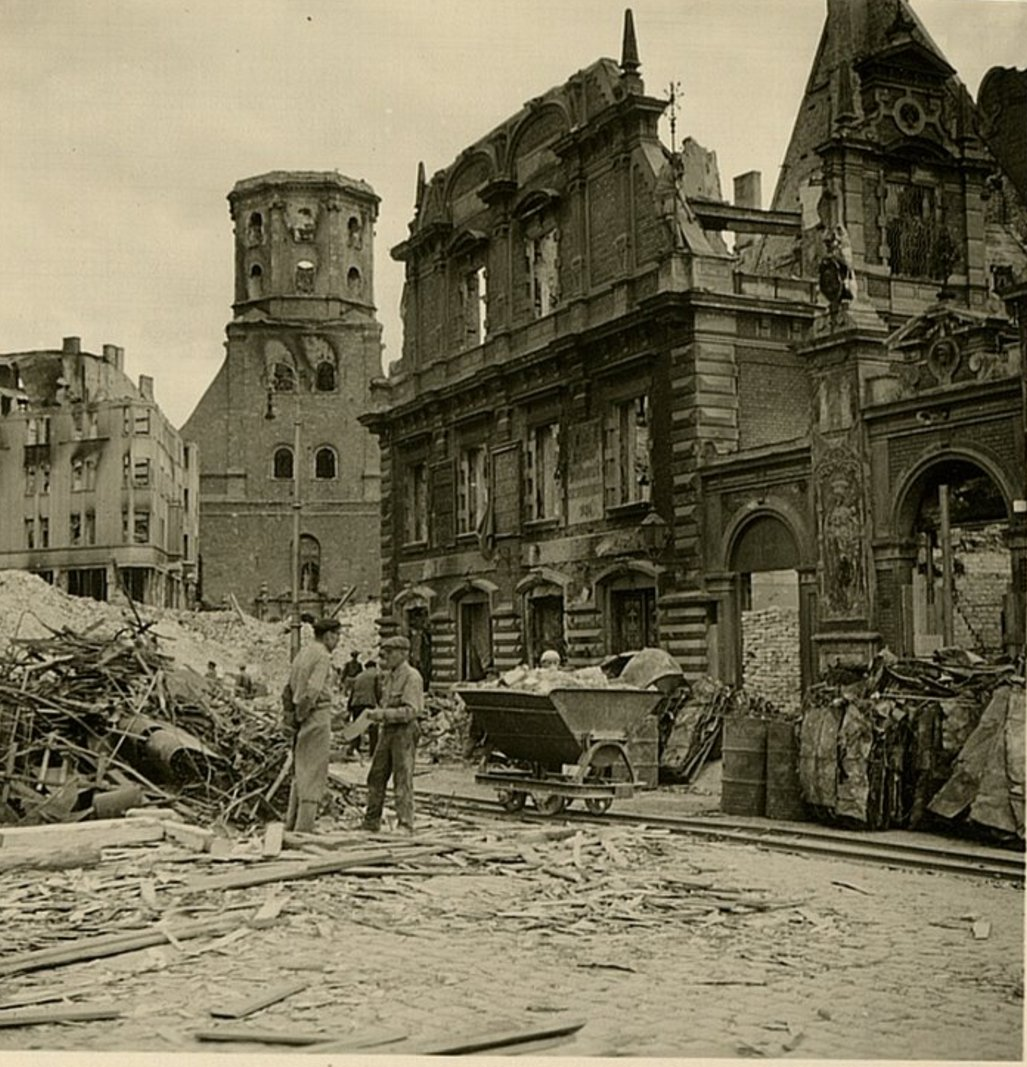
A második világháborúban megsérült épületek Riga óvárosában: a Szent Péter-templom és a Feketefejűek háza.

Az 1939. augusztus 23-án aláírt Molotov–Ribbentrop-paktum titkos záradéka Lettországot, így Rigát a szovjet érdekszféra részévé nyilvánította. 1940. június 17-én a Szovjetunió csapatai bevonultak Rigába. A KGB Rigai főhadiszállását a Brīvības utca 61. alatt ütötte fel, és megkezdte a rendszerre veszélyes lakosság deportálását. A legtöbb áldozatot, 15 600 főt június 13-án telepítettek ki. A Második világháborúban a szovjet megszállást a náci megszállás váltotta fel 1941. július 10-ével. Mindenkit, aki fajilag nem volt elfogadható, vagy aki ellenezte a német megszállást, valamint azokat, akik együttműködtek a Szovjetunióval, megölték vagy koncentrációs táborokba küldték a náci Generalplan Ostnak megfelelően.
A náci megszállás alatt a zsidó közösséget a rigai gettóba kényszerítették. 1941. október 25-én a nácik Rigából és környékéről minden zsidót a gettóba telepítettek. A legtöbb lettországi zsidót (mintegy 24 000-et) 1941. november 30-án és december 8-án ölték meg a rumbulai mészárlásban. A kitelepítésekért, gettók működtetéséért és a megsemmisítésekért Friedrich Jeckeln náci tiszt volt a felelős. A háború végén hadifogságba esett, a rigai operaházban rendezett tárgyalás végén a hadbíróság bűnösnek találta és 1946. február 3-án kötél általi halálra ítélte. Az ítéletet még aznap, nagy nyilvánosság előtt végrehajtották.
Riga felszabadítása (és megszállása) 1944. október 9-én kezdődött, amikor a Vörös Hadsereg tüzérségi lőtávolságán belülre került a város. A német csapatok, köztük a 19. Waffen-SS Gránátos Hadosztály (2. lett) kivonult Rigából, a hidakat lerombolták. A városért folyt csata meglehetősen véres volt, de 1944. október 13-án a szovjetek újra elfoglalták Rigát. A háború végére Riga történelmi központja súlyosan megsérült az állandó bombázások miatt. A Wehrmacht által okozott tűzvész elpusztította a Szent Péter-templom egy részét, a Feketefejűek Háza pedig megsemmisült.
A háború utáni első évtized különösen nehéznek bizonyult. A rezsim megalkuvást nem tűrő erőfeszítése, hogy az országot tipikus szovjet köztársasággá alakítsa, fokozta a háború pusztítását. Súlyos politikai elnyomás kísérte a radikális társadalmi-gazdasági változásokat. A lett nacionalisták 1945. május 7-én kiáltották ki a Lett Köztársaság függetlenségét. A szórványos partizán-harcban a csekély számú lett nacionalista 1949–ig küzdöttek a szovjet csapatok ellen, az összecsapásokban mintegy 2300 lett halt meg. A szélsőséges oroszosítás elnyomta a nemzeti kulturális életet. Legalább 140 000 embert érintő deportálást hajtottak végre a megszállók, az áldozatokat Észak-Oroszországba és Szibériába vitték. A legtöbb embert leginkább 1949-ben a mezőgazdaság kollektivizálására irányuló kampány kapcsán internáltak. Ugyanakkor sokan költöztek Oroszországból és a Szovjetunió más részeiből Lettországba a háború utáni időszakban. Alig több mint negyven év alatt a lettek aránya a lakosságon belül nagyjából háromnegyedéről alig több mint felére csökkent, és az orosz nyelv uralta el a közéletet és a magánéletet egyaránt.
Az 1950-es évekre az uralkodó Lett Kommunista Párt tagságának töredéke volt csak lett. A lett nacionalizmussal vádolt pártvezetőket eltávolítva Arvīds Pelše volt a párt első titkára (a pártvezetője), őt Augusts Voss, majd Boriss Pugo követte.
Az Európai Parlament (EP) 1983. január 12-én elítélte a balti országok szovjet megszállását.
Az 1980-as évek végén glasznoszty ("nyitottság") és a peresztrojka (gazdasági és politikai szerkezetátalakítás) résnyire nyitotta az ajtót az alulról jövő, nem államilag kontrollált szervezkedések előtt. Az első ellenzéki szervezetek közé tartozott a Helsinki-86, egy olyan csoport, amely a Helsinki záróokmányban rögzített alapvető emberi jogokat betartását kívánta elérni, valamint a Környezetvédelmi Klub (Vides Aizsardzības Klubs, röviden: VAK).
A VAK első nagygyűlését Riga központjában szervezték, de Riga város végrehajtó bizottságának elnöke azonban az utolsó pillanatban áthelyezte a tüntetés helyét a külvárosba, így közvetve lehetővé tette, hogy különféle plakátokkal demonstrálók átvonuljanak a Riga belvárosán, a tüntetésről a televízió is beszámolt. A környezetvédelmi klub a zöld-fehér-zöld zászlót választotta jelképül, a szovjet hatóságok ezt engedélyezték, ám a fekete-fehér televíziós adásban a zászló erősen emlékeztetett a szigorúan betiltott lett zászlóra.
1987. június 14-én a Helsinki-86 csoport megszervezte az első békés antikommunista demonstrációt a szokásos virágok elhelyezésével a rigai Szabadság emlékműnél (Brīvības piemineklis). Ez az esemény fordulópontot jelentett Lettországban, a nemzeti bátorság és önbizalom újjászületését hozta. Augusztus 23-án a Molotov–Ribbentrop-paktum elleni tiltakozásul Valdis Turins történelemtanár magasra emelt plakátot tartott a kezében a Szabadság emlékműnél, amelyen orosz nyelven követelte: "Hadd ismerjék meg a nép a sztálinizmust leleplező dokumentumokat és tényeket”, Turins a rendőrök letartóztatták.
A következő év májusában a VAK tüntetésre és demonstrációra hívta a rigaiakat és letteket. "Az újjászervezésért, a társadalom teljes desztalinizálásáért vagyunk, hogy ne ismétlődjenek meg az 1941. június 14-i bűnök." mottóval megrendezett tüntetést a kommunista párt azzal a feltétellel engedélyezte, hogy nem használják a polgári Lettország vagy szovjetellenes jelképeket. A VAK fekete-fehér zászlókkal érkezett a nagygyűlésre, de a Szabadság emlékműhöz menet közben a Helsinki-86 csoport tagjai Lettország kárminvörös-fehér-kárminvörös zászlójával vonultak. A megszállás óta ez volt az első alkalom, hogy nyilvános rendezvényen kitűzték a zászlót. A zászlóvivők egy részét kiutasították a Szovjetunióból. Július 23-án lettek tüntettek Rigában Lettország 1940-es Szovjetunió általi annektálása ellen.

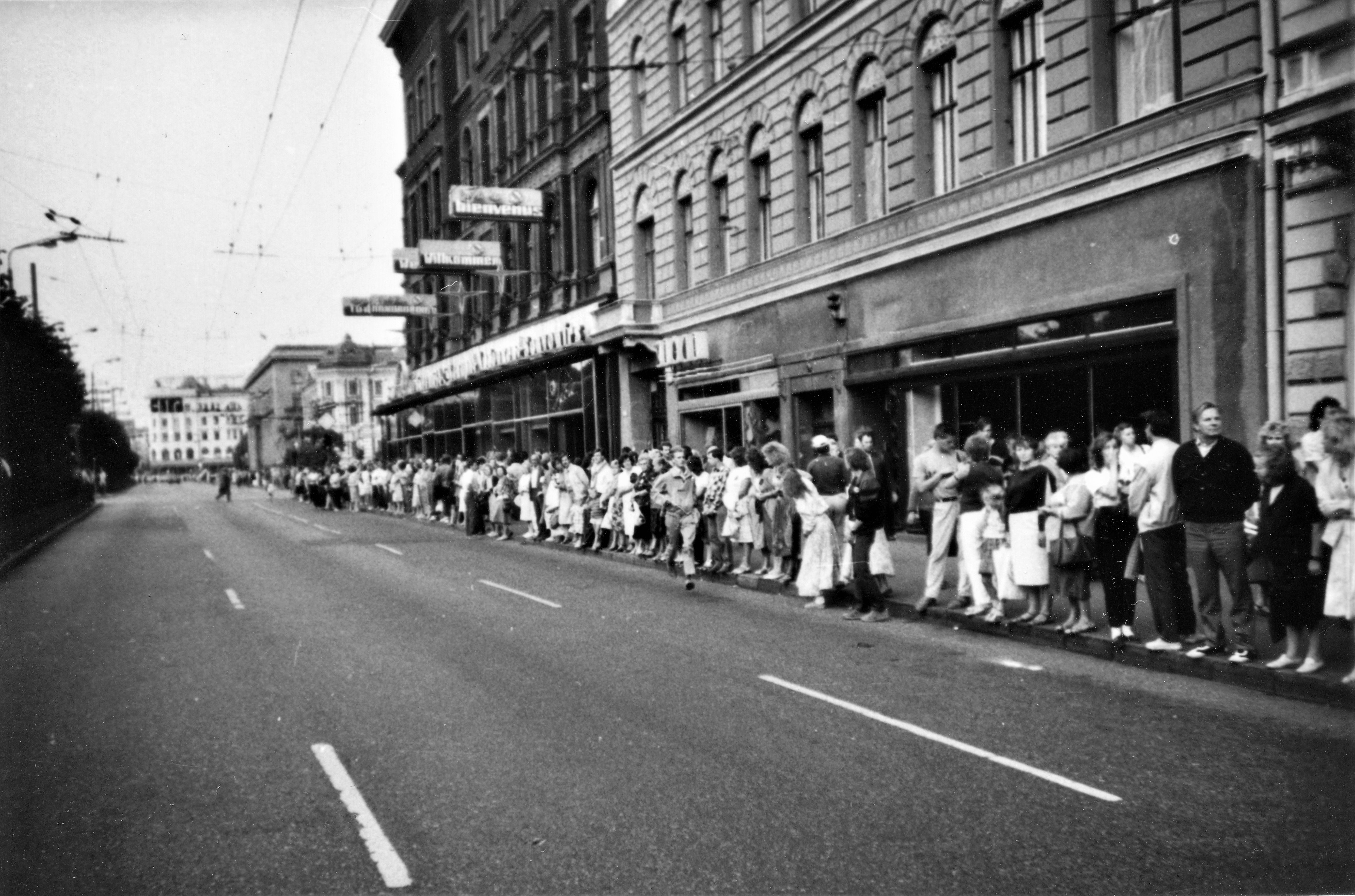
A Balti lánc Rigában.

Rigát is érintette a Balti lánc. A szovjet megszállás alatt lévő három balti államban, Észtországban, Lettországban és Litvániában 1989. augusztus 23-án. Az eseményen mintegy kétmillió ember vett részt, akik egymás kezét fogva több mint 600 km-es élőláncot alkottak a Baltikumban, a fővárosokat is összekötve.

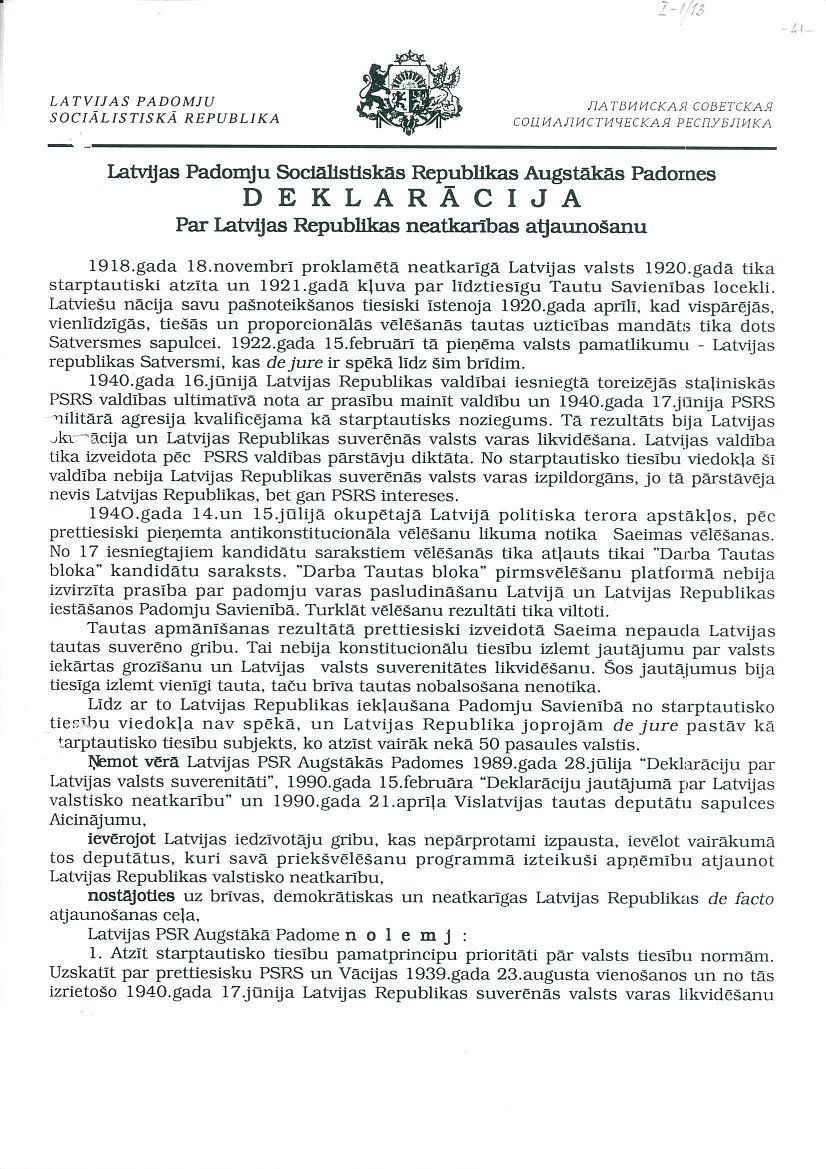
Nyilatkozat a Lett Köztársaság függetlenségének visszaállításáról, amelyet a Lett Szovjet Szocialista Köztársaság Legfelsőbb Tanácsa fogadott el 1990. május 4-én.

A Lett Legfelsőbb Tanács 1990. május 4-én megsemmisítette Lettország 1940-es annektálásáról szóló jogszabályt és helyreállította az 1922-es alkotmányt. Még ebben az évben megválasztják Riga első, a szovjet rendszertől független polgármesterét, Andris Teikmanist.
A Szovjetunió nem fogadta el Lettország függetlenné válását. Az OMON január eleji rigai támadásai után a kormány arra szólította fel az embereket, hogy építsenek barikádokat a lehetséges célpontok védelmére – a lettek ezeket a napokat a "Barrikádok"-nak (Barikādes) nevezik. Hat ember meghalt a január 13-27. közötti összecsapásokban, a legtöbb áldozatot a lett belügyminisztérium elleni szovjet támadás során lőtték le január 20-án.
Az 1991. március 3-án népszavazást tartottak a Lettországban „Támogatja-e Ön a demokratikus és független Lettországot?” címmel. A népszavazáson 1 666 128 (87,56%) választásra jogosult lett állampolgár vett részt, közülük 1 227 562 (73,68%) igennel, míg 411 374 (24,69%) nemmel válaszolt. Lettország hivatalosan 1991. augusztus 21-én kiáltotta ki függetlenségét a Szovjetuniótól, a Szovjetunió Államtanácsa pedig 1991. szeptember 6-án fogadta el Lettország függetlenségét.

### A független Lettország fővárosa (ismét)
Lettország csatlakozása az Európai Unióhoz (2004. május 1.) hozzájárult Riga gyors gazdasági növekedéséhez és az építőipar növekedéséhez. 2003-ban Rigában rendezték meg az Eurovíziós Dalfesztivált, 2006 májusában a jégkorong-világbajnokságot, ugyanazon év novemberében pedig a 19. NATO-csúcstalálkozót. A 2008-ban kirobbant gazdasági világválság következtében Riga gazdasági fejlődése megállt. 2009. január 13-án kormányellenes tüntetés és zavargás zajlott Rigában. Bár a válság miatt számos építési és fejlesztési projektet korlátoztak vagy leállítottak, 2008-ban megnyitották a Déli hidat, és elkezdték építeni a Lettország Nemzeti Könyvtára épületét. 2010-2011 Riga gazdasági növekedése fellendült. Riga 2014-ben Európa egyik kulturális fővárosa volt. 2015 első felében Rigában került sor az Európai Unió Tanácsának lett elnökségének hivatalos eseményeire. Az Orosz–ukrán háborúban Lettország és Riga egyértelműen Ukrajna mellett áll, a városban szinte minden lett zászló mellett ott lobog az ukrán zászló. Az 1985-ben épült Riga szovjet felszabadítói emlékére épült emlékművet 2022 augusztusában – az orosz tiltakozás és fenyegetőzését figyelmen kívül hagyva – elbontották.

## Oktatás

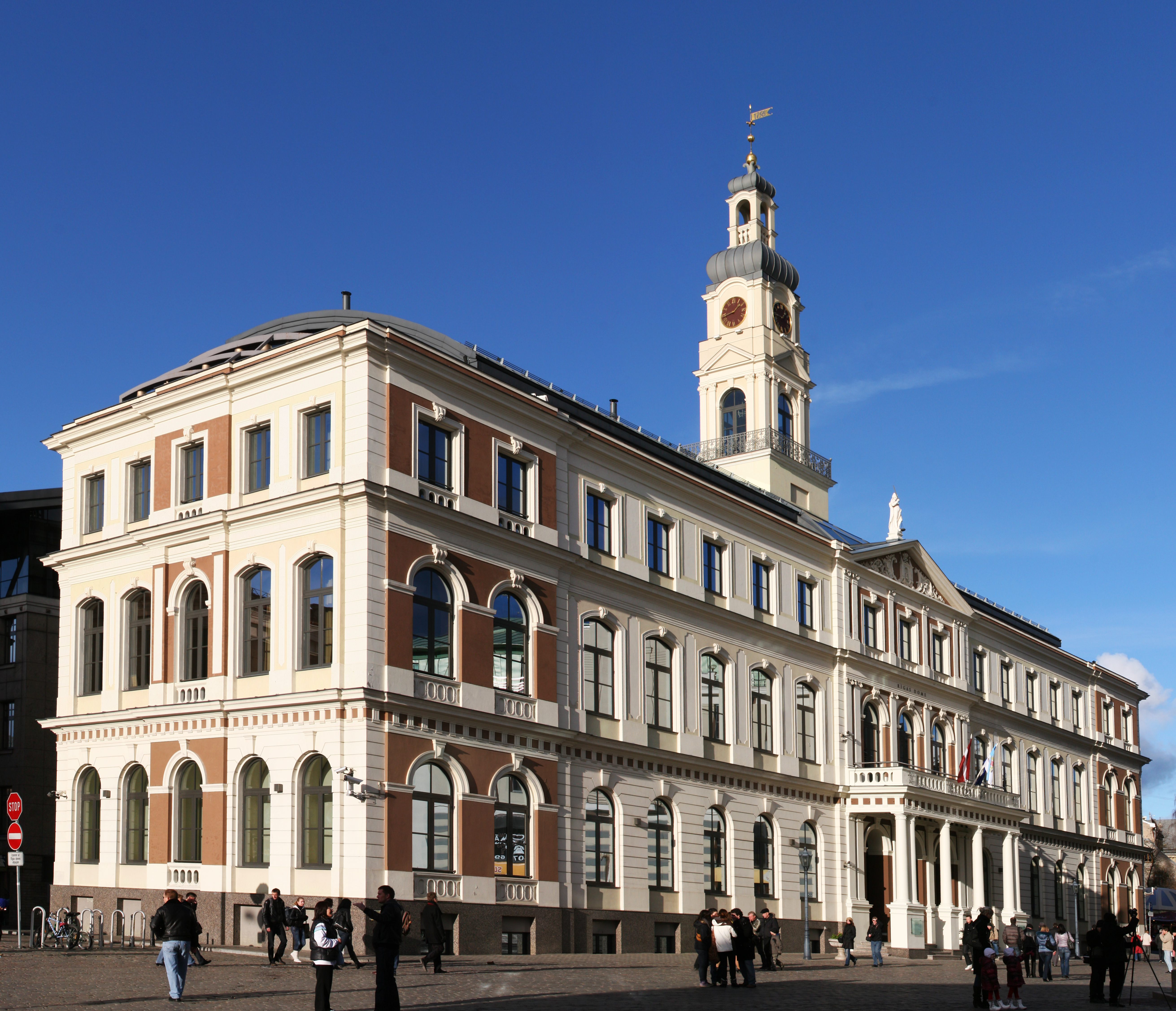
A rigai városháza

Rigának jelenleg 26 felsőoktatási intézménye van, ezeken több mint 100 000 hallgató tanul.
Riga első felsőoktatási intézménye az 1862-ben alapított Rigai Politechnikum, mai nevén a Rigai Műszaki Egyetem (Rīgas Tehniskā Universitāte). Ez a Baltikum legrégebbi és legnagyobb műszaki felsőoktatási intézménye. Az egyetemnek több mint 13 000 hallgatója van. Az oktatás nyelve a lett, de külföldi hallgatóknak lehetőségük van speciális angol nyelvű kurzusok látogatására is.
Az egyetem különböző fakultásai és épületei Riga különböző pontjain helyezkednek el, a főépület a Daugava partján, Riga történelmi óvárosában található. A Rigai Műszaki Egyetemnek rövid ideig tanára volt a Nobel-díjas német kémikus Wilhelm Ostwald.
A Rigai Tudományegyetem alapítására 1919-ben került sor, ma a hivatalos neve Lett Tudományegyetem (Latvijas Universitāte / Universitas Latviensis). A Lett Tudományegyetem, mint lett nemzeti egyetem, megalapítása óta a lett nemzeti identitás, függetlenség és kultúra szimbóluma. Különösen fontos szerepet játszott a szovjet időkben a lett nyelv és kultúra ápolásában. Az oktatás nyelve a lett. A Lett Tudományegyetem Lettország legnagyobb oktatási intézménye, 13 karán közel 25 000 hallgató tanul.

## Gazdasági élet, közlekedés

### Gazdaság
A függetlenség kivívását követően Lettország gazdasága nagyon gyors szerkezetváltáson esett át. Ma a nemzeti jövedelem 70%-a a szolgáltatási szférából származik. A Szovjetunió belső piacára dolgozó nehézipari üzemek nagy részét bezárták. A megmaradt és alaposan modernizált lett ipar jelenleg is Rigába illetve annak közvetlen környékére összpontosul. A város egyik leghíresebb ipari terméke négy évtizedig, 1965-től 1992-ig a Riga moped volt.

### Közlekedés

#### Városi közlekedés
Riga városi tömegközlekedését az önkormányzat tulajdonában lévő, 2003. február 20-án alapított SIA Rīgas satiksme közlekedési vállalat biztosítja.
A rigai közlekedési vállalat 54 autóbusz-, 18 trolibusz- és 8 villamosvonalat üzemeltet (2021).
Rigában az első tömegközlekedési eszköz a lóvasút volt. 1882-ben Svájc főkonzulja, Eugen Diponu alapított lóvasútvállalatot, egy vonallal és egy 40 fő szállítására alkalmas kocsival. A vállalkozás és Riga városi tanácsa 1890-ben kötött szerződése alapján a Diponu által vezette társaság vállalta további vonalak nyitását és a lóvasút elektromos vasúttá történő átalakítását. A villamos vasút kiépítése egészen az első világháborúig folytatódott és 1915-ben a hossza mintegy 49 km volt, és az év folyamán több mint 52 millió utast szállított. Lettország önállóvá válását követően egy belga vállalkozás üzemeltette a rigai villamosvonalakat. 1931-ben a város villamos közlekedési hálózata városi tulajdonba került.
A második világháborút követően a villamoshálózatot csak részben állították helyre. 1947-től villamosvonalak helyett trolibuszvonalak építése kezdődött. Rigában 1975-ig alkalmaztak kalauzokat a villamosokon és trolibuszokon, majd Lettország függetlenné válását követően, 1997-ben ismét bevezették a jegyvizsgálók alkalmazását a villamosok és trolibuszok mellett az autóbuszokon is.
Az első autóbuszvonalat 1924-ben nyitották meg Rigában. 1938-ban 151, önálló magánvállalkozások által üzemeltetett autóbusz közel 30 millió utast szállított. A második világháborút követően 1946-ban paranccsal alapították meg az 1-es számú Rigai Autóbusz Üzemet (1. Rīgas autobusu parka). Az 1960-as évektől kezdődően Riga autóbusz közlekedését magyar Ikarus autóbuszok biztosították. 1992-ben az egységes autóbusz közlekedési vállalatot két magánvállalat váltotta fel, az Imanta és a Tālava. Az előbbi a bal parti, míg az utóbbi a jobb parti városrész autóbuszait üzemeltette.
1992-ben hozzákezdtek az Ikarus autóbuszok cseréjéhez. 1997-ben 52 db Mercedes-Benz buszt vásárolt a város. A két önálló autóbuszvállalatot és a villamos- és trolibuszvállalatot 2005 januárjában ismét egyesítették SIA Rīgas satiksme közlekedési vállalat néven.
Riga a Daugava két partján terül el. A folyón keresztül összesen három közúti és egy vasúti híd található, ennek következtében Rigában mindennapos a közlekedési káosz.

#### Helyközi és nemzetközi közlekedés
Riga változatlanul Lettország és egyben a Baltikum egyik legjelentősebb kereskedelmi és közlekedési központja, bár a rigai kikötő forgalma Ventspils mögött visszaszorult a második helyre.
Rigát tengeri kompjáratok kötik össze Stockholmmal, Kiellel és Lübeckkel. A Baltikum legfontosabb repülőtere a rigai repülőtér, és Riga változatlanul fontos vasúti csomópont is Oroszország, Fehéroroszország és természetesen Litvánia és Észtország felé. Rigán keresztül halad a  Via Baltica európai út, amely Prágát és Berlint köti össze a balti államok fővárosaival és Helsinkivel.

#### Légi közlekedés
A város repülőtere a Rigai nemzetközi repülőtér.

## Látnivalók

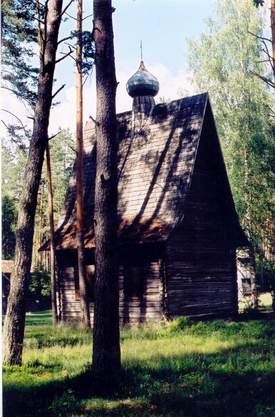
Templom Latgaléból

- Riga legfontosabb látványossága a Rigai óváros (Vecrīga), amely 1997-ben került fel a UNESCO világörökség listájára.
- Kitüntetett figyelmet érdemelnek a 19–20. század fordulóján épült szecessziós épületegyüttesek az Alberta ielán.
- A Szent Péter-templom a város egyik jelképe, amelyet a feljegyzések 1209-ben említenek először. A város három nagy temploma közül ez a legmagasabb.
- A városház tér és a Feketefejűek háza, a nőtlen kereskedők céhének székháza.[45]
- A rigai dóm építését 1211-ben kezdték. Jelenleg a lett lutheránus egyház püspöki szék temploma. Rendkívüli értéke az 1601-ben készített orgonája, ami 7000 síppal a világ egyik legnagyobb mechanikus templomi orgonája.
- A katolikus Szent Jakab-székesegyház.
- A Szabadság emlékművet 1935 novemberében leplezték le. A lett szabadság emlékműve egy női szobor, aki a feje felett egy három csillagból álló ívet tart. A három arany csillag Lettország három tájegységét Kurzemét, Vidzemét és Latgalét szimbolizálja.
- A Rigai szabadtéri néprajzi múzeum (Latvijas Etnogrāfiskais brīvdabas muzejs) a világ legegységesebb szabadtéri múzeuma, amely több mint száz eredeti állapotában konzervált lakóépületet, templomot, szélmalmokat és gazdasági épületeket mutat be.
- Rigai Állatkert
- A rigai rádió- és tévétorony 368 méteres magasságával az Európai Unió legmagasabb építménye, a kialakított kilátószintekről az egész város belátható.
- Rigai Központi Vásárcsarnok

## Riga neves szülöttei
- Mikhail Baryshnikov – világhírű orosz balett-táncos (Riga, 1948. január 28.)
- Szergej Mihajlovics Eisenstein – orosz filmrendező (Riga, 1898. január 23. – Moszkva, 1948. február 11.)
- Laila Freivalds – svéd külügyminiszter
- Aaron Nimzowitsch – sakknagymester (Riga, 1886. november 7. – Koppenhága, 1935. március 16.)
- Wilhelm Ostwald – Nobel-díjas (1909) kémikus (Riga, 1853. szeptember 2. – Lipcse, 1932. április 4.)
- Arkagyij Rajkin – orosz színész, komikus (Riga, 1911. október 24. – Moszkva, 1987. december 17.)
- Mihails Tāls – a sakk nyolcadik világbajnoka (Riga, 1936. november 9. – Riga, 1992. június 28.)

## Testvértelepülések
- Bréma, Németország
- Rostock, Németország
- Aalborg, Dánia (1989)
- Firenze, Olaszország
- Slough, Egyesült Királyság
- Providence, USA
- Alicante, Spanyolország
- Calais, Franciaország
- Dunkerque, Franciaország (1960)
- Bordeaux, Franciaország
- Amszterdam, Hollandia
- Cairns, Ausztrália
- Asztana, Kazahsztán
- Almati, Kazahsztán
- Kijev, Ukrajna
- Kóbe, Japán
- Moszkva, Oroszország
- Minszk, Fehéroroszország
- Norrköping, Svédország
- Stockholm, Svédország
- Peking, Kína
- Szucsou, Kína
- Pori, Finnország
- Szentpétervár, Oroszország
- Santiago, Chile
- Tajpej, Tajvan
- Tallinn, Észtország
- Vilnius, Litvánia
- Varsó, Lengyelország
- Guam, USA
- Dallas, USA